# 高槻市
高槻市（たかつきし）は、大阪府の北摂三島地域に位置する市。中核市に指定されている。1943年市制施行。

## 概要
京都市と大阪市との中間（京阪間）に位置し、二大都市のベッドタウン・衛星都市として発展している。市章も、大阪市と京都市の市章を融合させたデザインとなっている。中心市街地はJR京都線（東海道本線）の高槻駅と阪急京都線の高槻市駅一帯であり、新快速も停車するJRの高槻駅は大阪府内のベッドタウンの駅としては有数の利用者数を誇る。
高槻藩時代（江戸時代）には内藤家、土岐家、松平家、岡部家と藩主が変わり、徳川将軍家と近しい譜代大名の直清流永井家で定着、以後幕末まで222年間に渡って藩を治めることになる。平地では工業地帯が広がり、山間部では農業が盛んである。中心部の都会的な街並みと、原や樫田の農村風景を併せ持つ町として「とかいなか」を自称している。

### 地名の由来
「高槻」の地名の由来は、2つの説がある。
- 『古事記』や『日本書紀』にある神武東征の時に、大和で長髄彦一族に苦しめられた。そこで道臣命と可美真手命を東征軍の長に任じ、征伐に成功したことから天皇は三島の土地を与えた。その軍隊の旗印が月をかたどっていたので、褒美に貰った土地を「高月」と呼ぶようになったという説。
- 安満庄にあった天月弓杜（あめのつきゆみのやしろ）が高月読杜（たかのつきよみのやしろ）とも呼ばれ、そこからその一帯は「高月」と呼ばれたという説。

「高月」が「高槻」に転じた理由は、槻（欅の古称）の大木があり、戦国時代に槻の近くに本陣が立てられたことから、月を槻に変えたとされる。

## 地理

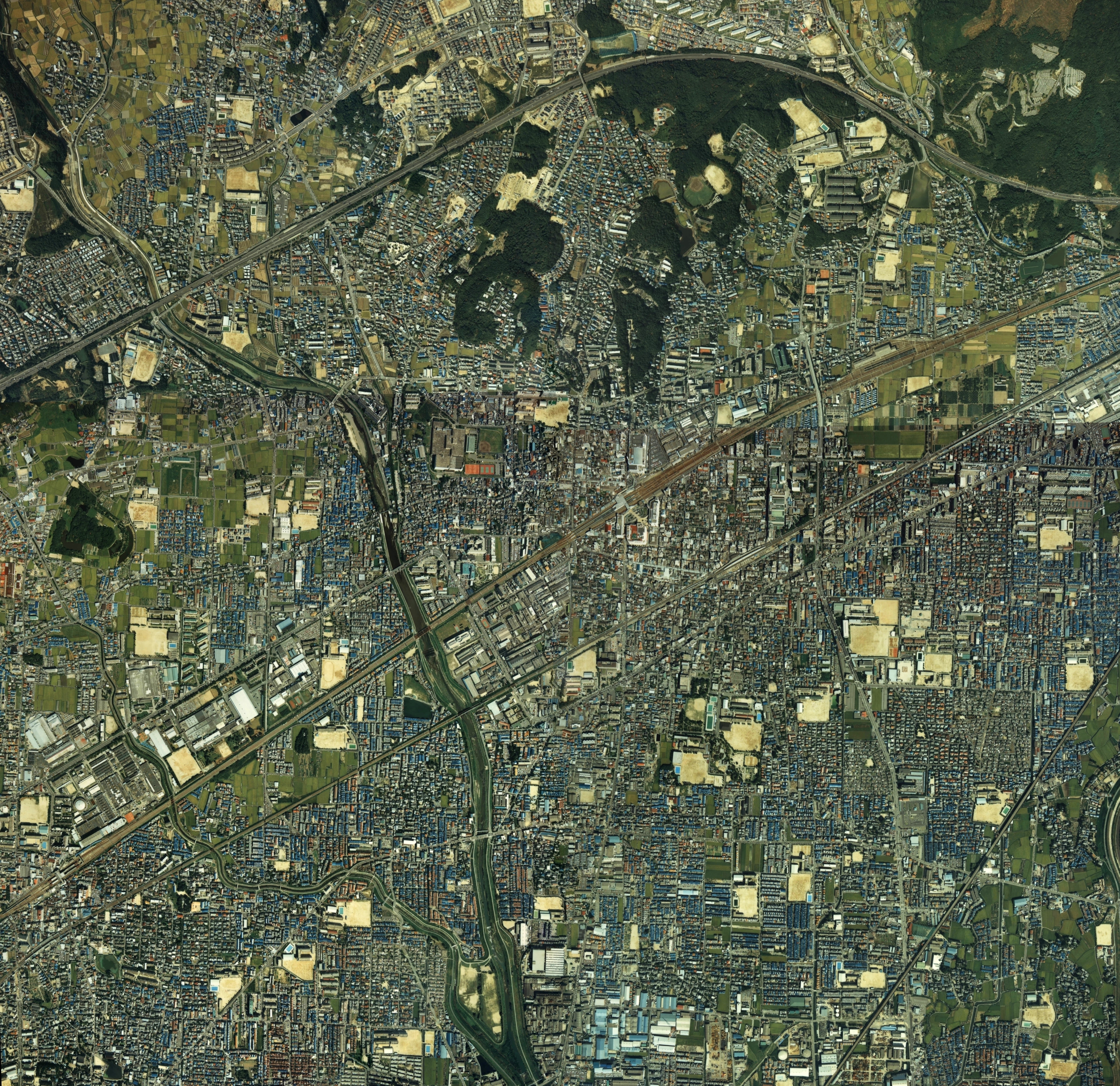
高槻市中心部周辺の空中写真。1987年撮影の6枚を合成作成。。

大阪府の北東部に位置し、東西10.4km・南北22.7kmと、市域は東西に狭く、南北に広い。北端を北摂連山・南端を淀川で区切られ、地勢は北高南低になっている。市内最高標高はポンポン山の678.7m、最低標高は柱本の淀川河川敷で3.3m。
大阪から21.2km、京都から21.6kmと、京都大阪間のほぼ中央に位置する。市域面積は105.31km2、広さは府内第4位で、大阪府の5.6%を占める。市域の33.29km2 (31.6%) が市街化区域となり、残りの72.02km2 (68.4%) が市街化調整区域として開発が制限されている。市街化率は北摂7市の中で最も低く、山林や農地が多く残されている。主な市街化調整区域は、保安林や近郊緑地保全区域に指定され、市域の48%を占める北部の山林、南部の三箇牧地域、東部の五領地域、郡家や土室などがあり、三箇牧地区、五領地区、樫田地区は農用地区域としても農地が保全されている。
山裾には大小500基以上の古墳を有する三島古墳群が拡がり、古代・山陽道（西国街道）が市内中央部を東西に通り、交通の要所として街道沿いに発展し、郡衙や宿場などが作られた。古代・河内湾により高槻付近まで海が迫っていたことから、津之江の地名が残り、筑紫津が作られ、九州へ出発する港が整備されていた。淀川では、淀川三十石舟など水運の要所にもなり、前島浜・唐崎浜・三島江浜などの河港が整備され、柱本でくらわんか舟が誕生した。鵜殿は奈良時代には都の牧場として使われており、鵜殿や大塚には対岸の枚方市との渡し場があった。六玉川のひとつ三島の玉川や三島江、芥川などは歌枕として有名。

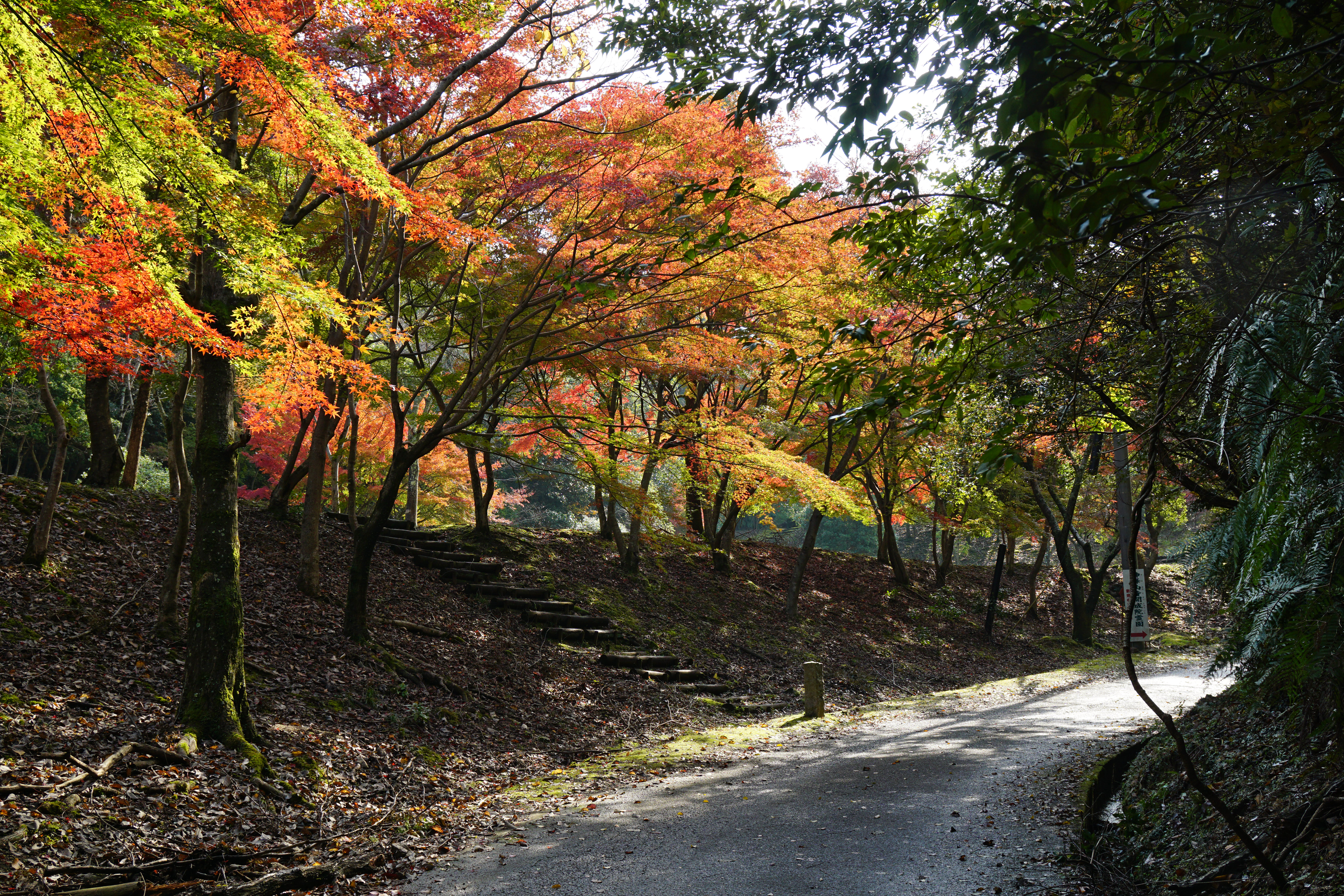
北部森林地帯 原で撮影
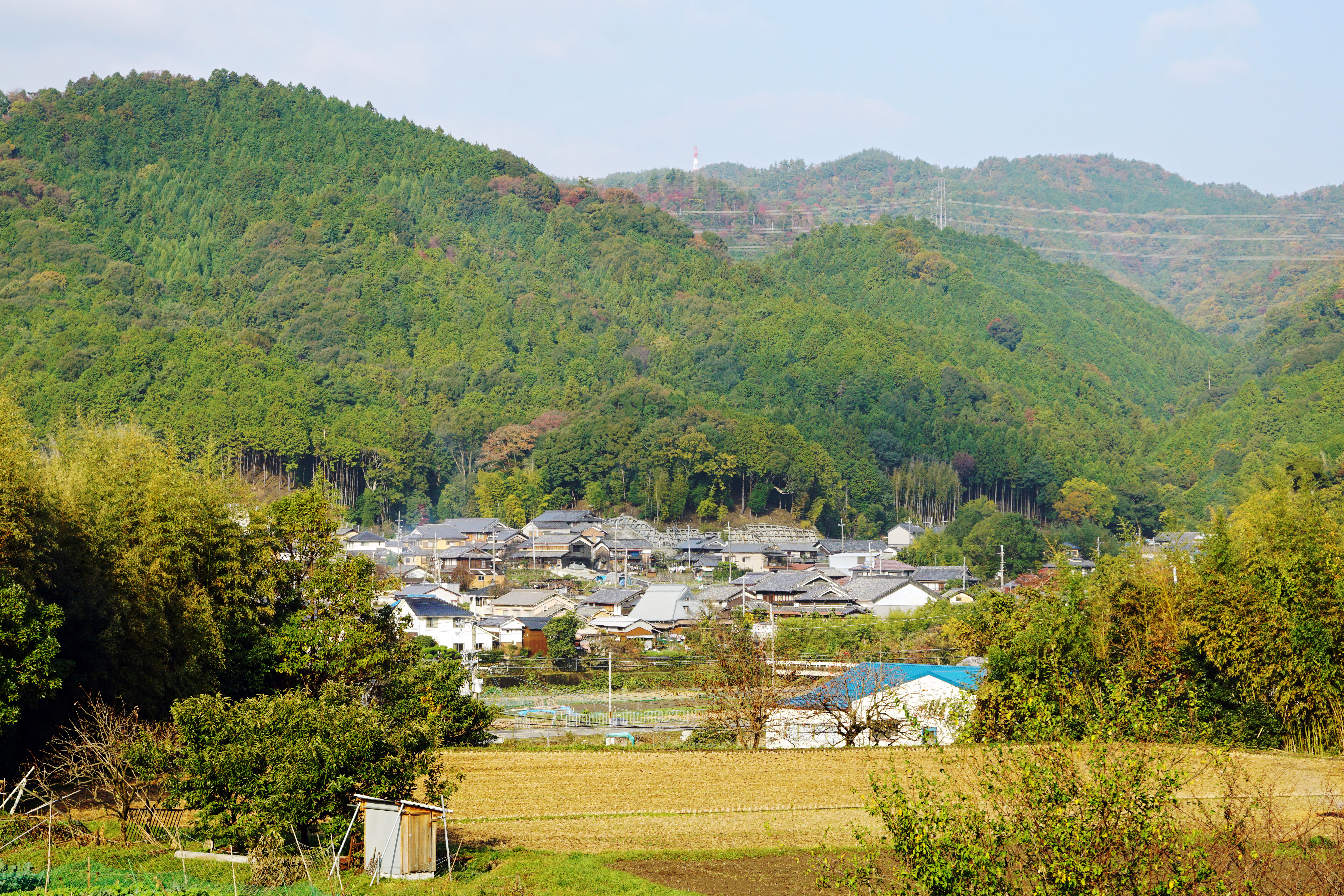
北部山麓の農業地帯 原で撮影
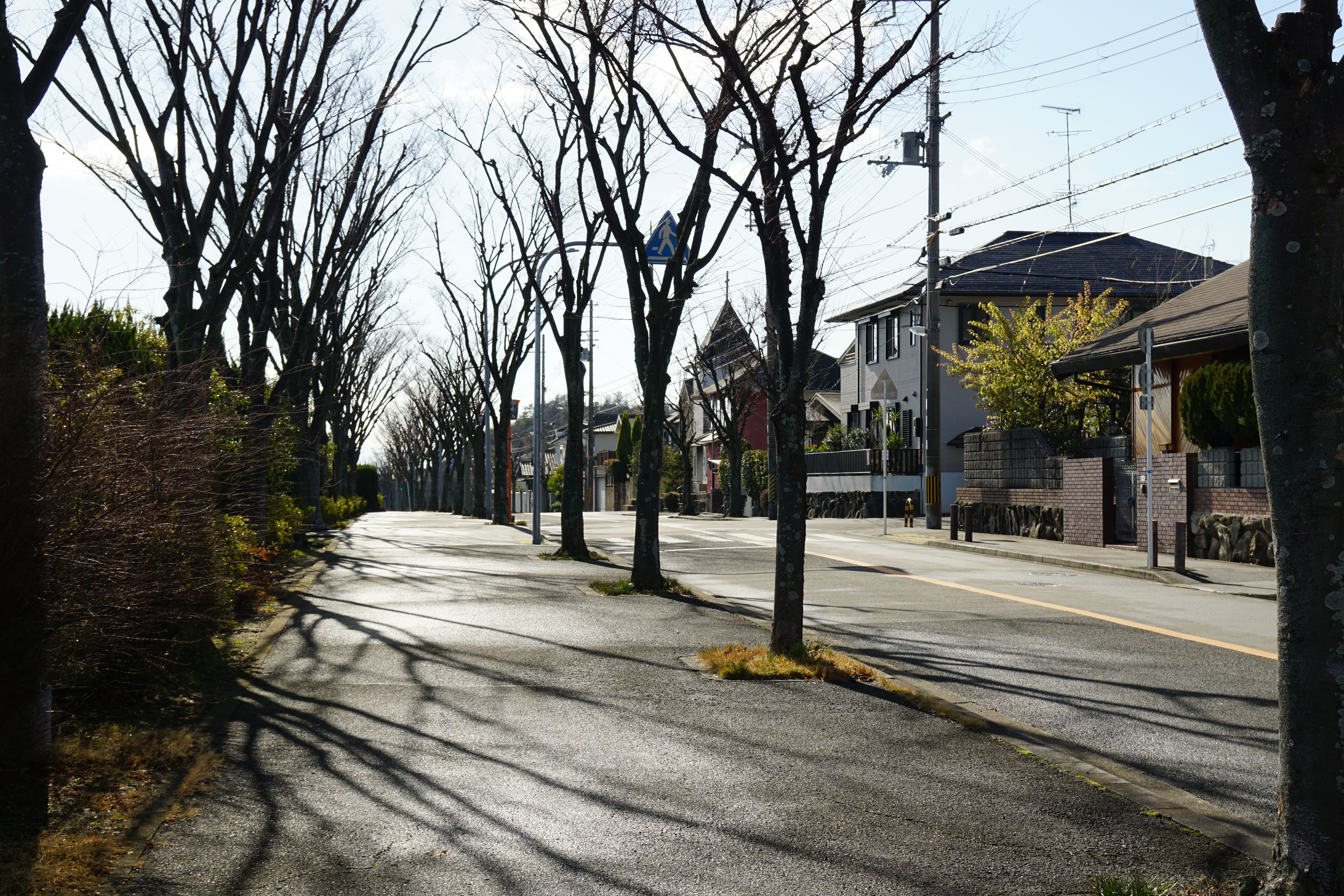
北部丘陵の邸宅街 南平台5丁目で撮影
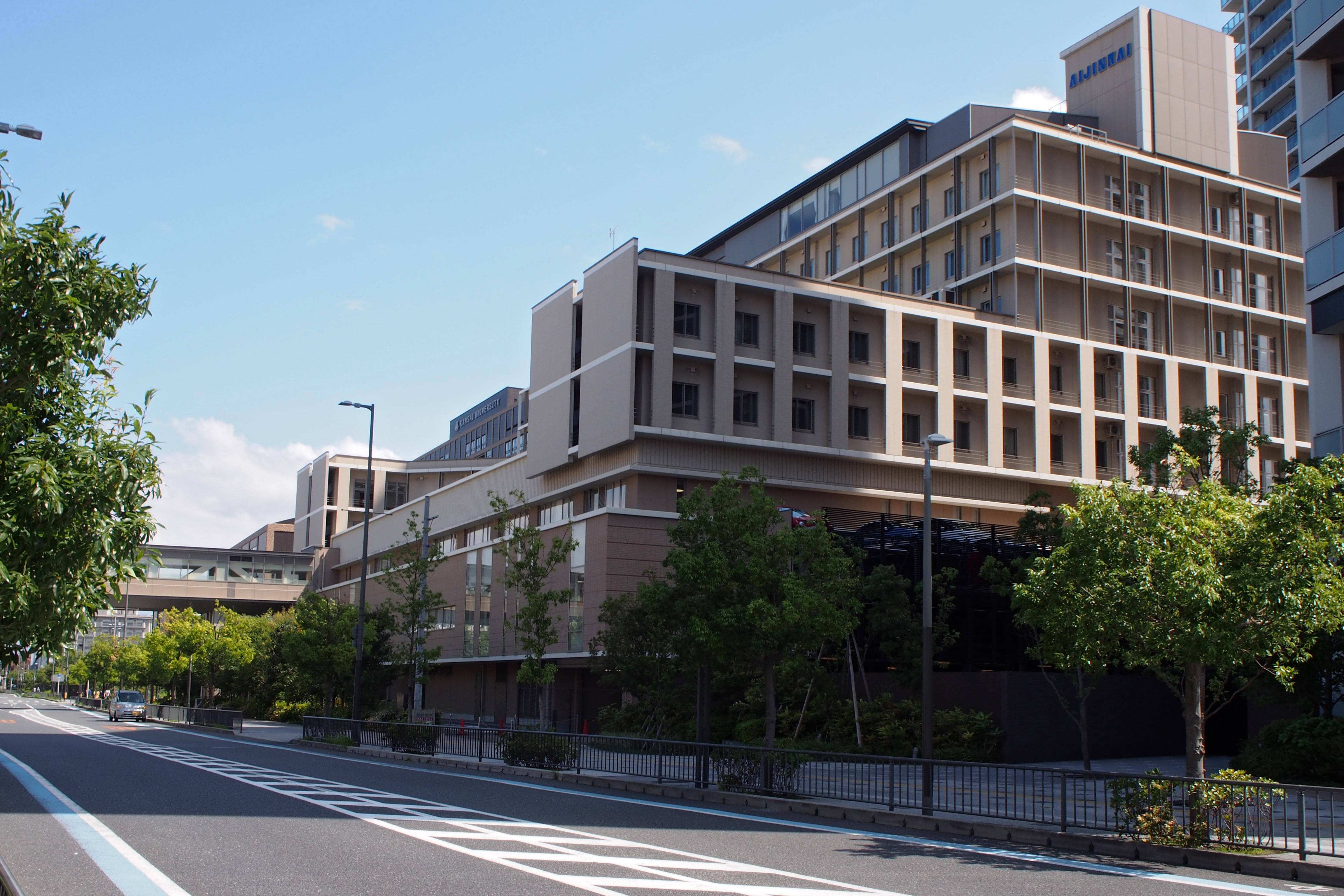
高槻駅北側の再開発地区 古曽部町で撮影

### 広袤（こうぼう）
東西10.4km・南北22.7km。市域面積は105.31km2。市内最高標高はポンポン山の678.7m、最低標高は柱本の淀川河川敷で3.3m。

#### 極地
- 東端　淀の原町地先の淀川　北緯34度52分、東経135度40分

- 西端　大字二科小字院ノ馬場12番地の1　北緯34度56分、東経135度33分

- 北端　大字杉生小字西谷17番地　北緯34度58分、東経135度35分

- 南端　柱本町地先の淀川　北緯34度47分、東経135度36分

- 市役所　桃園町2－1番地　北緯34度51分、東経135度37分

### 地勢
北部は北摂山系になり、主な山には、ポンポン山、三好山（みよしやま）、黒柄岳（くろがらだけ）、明神ヶ岳（みょうじんがだけ）、高ヶ尾山（たかおさん）、阿武山（あぶやま）がある。主な川には、南東から市の南端に沿って流れる淀川をはじめ、北から南へ市内中央部を流れる芥川や、女瀬川（にょぜがわ）、桧尾川など12の一級河川があり、新川など5つの準用河川がある。
JR京都線と阪急京都本線を中心に市内中央部から周辺部へと市街地が拡がっている。北部は大半が山間地で、南部は大阪平野北部を形成する三島平野の低地が広がる。北から、700m以下の山間部、山地に囲まれた田能盆地や原盆地、服部谷、成合谷などの農村部、高槻丘陵や奈佐原丘陵といった丘陵地に広がる日吉台、安岡寺、南平台、奈佐原などの住宅地、歴史的な街なみが残る標高10 - 30m程の富田台地と続き、大阪平野を形成する標高10m以下の沖積低地が広がる。市内には国道170号線と国道171号線が走り、丘陵部を東西に名神高速道路が貫通している。市北部には新名神高速道路の高槻インターチェンジがある。

### 地形
高槻市の地形的特色としては、山地、谷底平野、丘陵地、台地、沖積低地の5つに区分される。
高槻市を上から見ると、北半分は丹波高地に連なる北摂山地へ楔形に食い込んだ形をしており、市北部の北摂山地は、堅く固結した古生代の堆積物である丹波層群でできている。山地は標高700m以下の低山性山地で、大阪平野に面する斜面は急だが、山頂部は定高性が強く、高原状の地形を形成している。
北摂山地の川や谷に沿って形成されている谷底平野は、小低地で、芥川の源流部にある田能盆地、中流の原盆地や服部谷、桧尾川中流の成合谷などがあたる。田能盆地は樫田地区を中心とする地域で、標高は330 - 360m、周りをさらに150mほど高い山地に囲まれている。原盆地・成合谷は、ポンポン山の山裾と高槻丘陵との間に挟まれた谷底平野で、標高は、原盆地で100 - 130m、成合谷で20 - 50m、河川に沿って南北に長い平面型となっている。服部谷は、摂津峡の南端から南南東に伸びる谷で、谷の両側を丘陵地に挟まれ、面積のほとんどが扇状地となっている。
北摂山地と淀川低地とが接する市中央部には、鮮新世末期 - 更新世前期の堆積物である大阪層群で構成される丘陵部があり、日吉台、安岡寺、南平台、奈佐原といった住宅地が形成されている。高槻丘陵は、ポンポン山の山裾から南側に広がる丘陵地で、北部の標高は100m以上で自然が残され、南部は50 - 110m、比較的起伏が小さく住宅街が広がる。高槻丘陵の西には、標高50 - 100m奈佐原丘陵があり、さらに奈佐原と南平台に分けることができる。
更新世後期の富田礫層に覆われた富田台地が、丘陵部から南方へ突き出た形に伸びている。富田台地は、標高10 - 30mの舌状台地で、北西端が継体天皇陵、南西端に総持寺、南東部に富田寺内町といったものを有する。
市域の南半分が、大阪平野の北部を形成する淀川低地にあたり、その全域が沖積層である。
大部分が標高10m以下の低湿地で占められ、排水が悪い低湿な後背湿地や氾濫平野が広がり、小規模な島状の高台が散在している。
市内北部を有馬-高槻断層帯が東西方向に通過し、山地部にも「大沢」や「萩谷」などの推定活断層が通る。

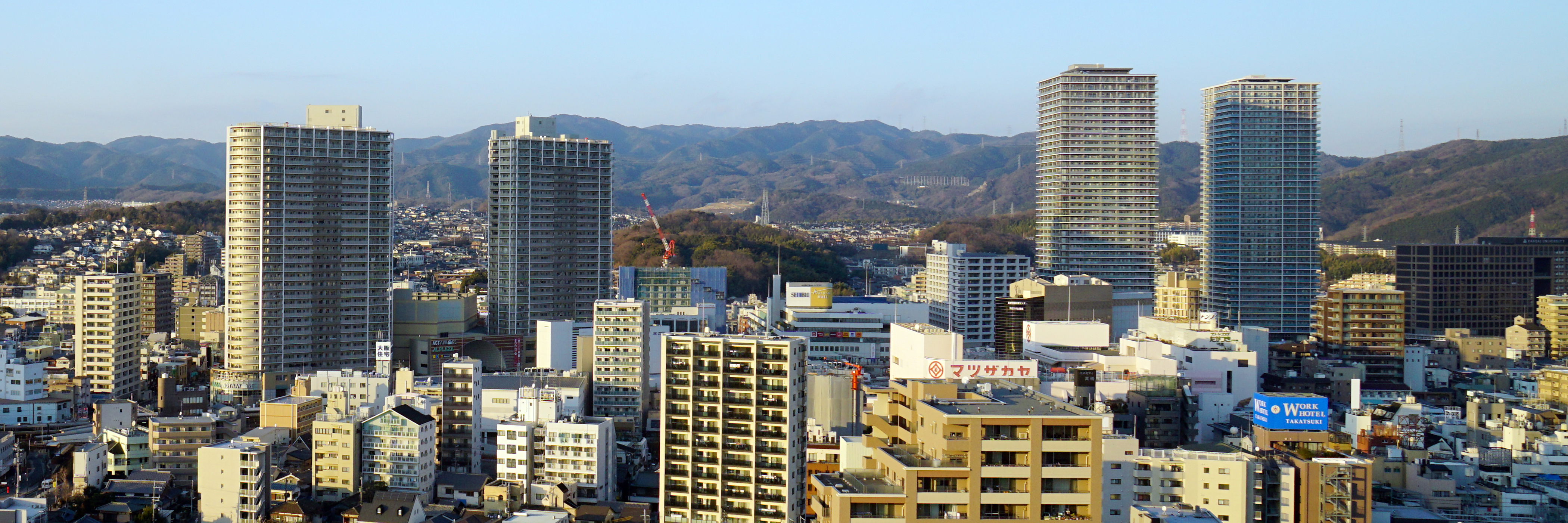
高槻市中心街と北摂山系

### 自然

#### 山岳
- 山系： ポンポン山、三好山、黒柄岳、明神ヶ岳、高ヶ尾山、阿武山　など
- 丘： 高槻丘陵、奈佐原丘陵　など

#### 河川
- 一級河川： 芥川、女瀬川、真如寺川、西山川、田能川、檜尾川、東檜尾川、年谷川、淀川、安威川、番田水路
- 準用河川： 新川、東山川、西山川、土室川、氷室川

#### 湖沼
- 池： 古曽部新池、荒内池、氷室河池、新池、長池　など

#### その他
- 峠： 地獄谷峠、川久保峠

- 盆地： 田能盆地、原盆地
- 谷： 摂津峡、服部谷、成合谷、川久保渓谷　など

### 気候
平野部を中心としたほとんどの地域が、夏や冬に降水量の少ない瀬戸内海気候の周辺部に位置し、北部の山間部は日本海側気候の影響を受け、冬には降雪が見られる。年間平均気温は、16℃前後で、湿度は67%前後。ポンポン山などの山間部では平均風速6m/sを超える地域があるが、市内の年間平均風速は3.1m/sで、異常気象を除き、年間を通じてあまり大差がない。風向きは概ね、春は北から西、夏から秋にかけては東から北、冬は西ないし北から吹く。1970 - 2007年までの降水量の年平均は1,318mm。平均気温の推移をみると、市街地の形成に伴い、ヒートアイランド現象などもあり、1980年代以降上昇傾向にある。
高槻市消防本部の観測による2009年の年間気象は、気温が年平均16.5℃、最高35.4℃、最低-0.5℃。降水量は年間1,259.1mm、降水日数121日。湿度は年平均70.1%、最高100%、最低13%。風速は年平均3.1m/s、最大風速17.9m/s。表は2009年のもの。

## 歴史

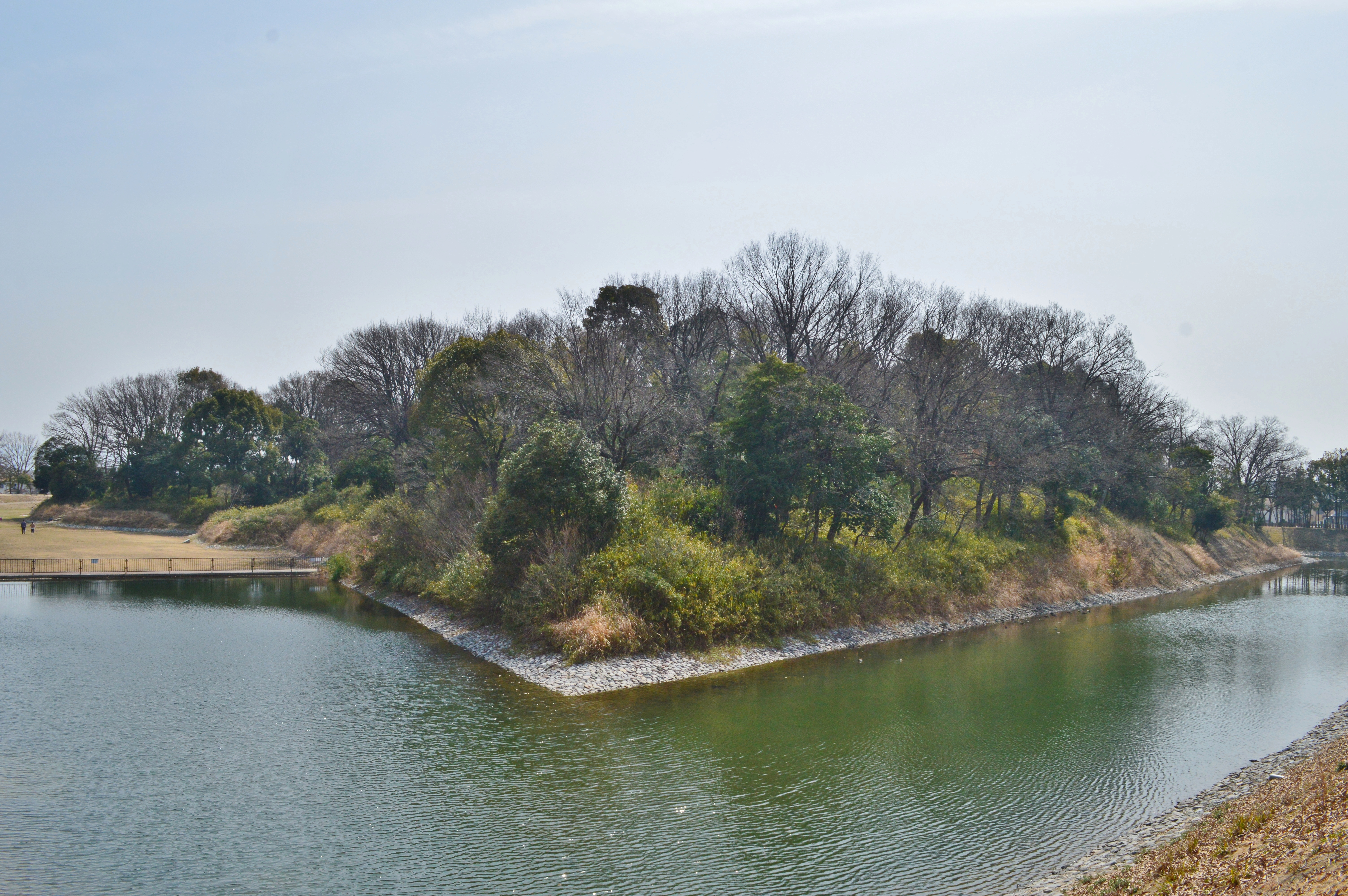
今城塚古墳

淀川水運の拠点であった三嶋江。
浪花百景より

### 古代
高槻に人が住み始めたのは、約2万年前の旧石器時代で、郡家今城遺跡で生活跡が発見されている。その後弥生時代になり、安満遺跡では三島地方で最初の米作が開始された。古墳古代は摂津国嶋上郡にあたる。
日本でも有数の古墳群地帯で、真の継体天皇陵とされる今城塚古墳など古墳時代初期から末期までの各時代の古墳が現存している。
新池遺跡（今城塚古墳附（つけたり）新池埴輪製作遺跡として国の史跡に指定）は日本最古（5 - 6世紀）最大級の埴輪工場で新池遺跡ハニワ公園として保存・公開されている。
7世紀末に役小角により神峯山寺が開創され、修験霊場七高山の一角とされるほど栄えた。

### 中世
「たかつき」の地名が初めて史料に出てきたのは、鎌倉時代にあたる14世紀ごろ、奈良の春日神社の荘園であった「安満庄」の耕地目録の中に、「麦下地　高月二町十歩」「野畠　高月七反半」とみえる。
室町時代には、富田が一向宗（浄土真宗）北摂布教の拠点として栄える。このころの史料には「高槻」の地名が見られる。
戦国時代には、三好長慶や高山右近が拠点とする。
安土桃山時代には、高槻領主高山右近がキリシタン大名だった影響でキリスト教が広がり、1581年には日本で最初の復活祭がいとなまれた。

### 近世
江戸時代には山陽道の流れをくむ西国街道が参勤交代などに利用され、芥川宿は六宿駅の一つとして栄える。江戸時代初期には内藤家、土岐家、松平家、岡部家と、共に数年単位で高槻城主が変貌していったが、1649年より永井直清を初代とした直清流永井家が13代、222年にわたり幕末まで高槻藩主を務めた。現在の高槻駅南部の旧城下町の町割り都市構造に大きく携わった。

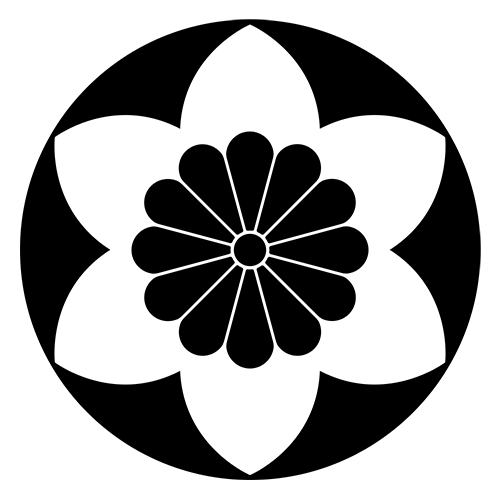
永井家家紋（高槻藩主）

富田は8,000石余りを醸造する酒蔵として栄える（高槻藩を参照）。富田は酒所として栄えた。江戸時代に日本を欧州に初めて体系的に紹介したオランダ商館付医師エンゲルベルト・ケンペルは、1691年2月28日、長崎から江戸に行く途中、大阪から守口、枚方、橋本、淀、京都の順に旅をし、昼食をとった枚方から高槻を望み、そこに「左側のほうに、地元の君主の白い城が大変美しく際立って見えた」と記録している。

### 近代
明治時代には隠れキリシタンの里として発展した。
1934年（昭和9年）9月21日、室戸台風の暴風雨により如是小学校の木造校舎が倒壊。児童が下敷きとなり多数の死傷者が出た。
1939年（昭和14年）3月1日、淀川をへだてた枚方市の陸軍禁野火薬庫で大爆発が発生。現在の高槻市一帯の家屋の窓ガラス、戸障子などが壊れるなど被害が及んだ。

### 現代

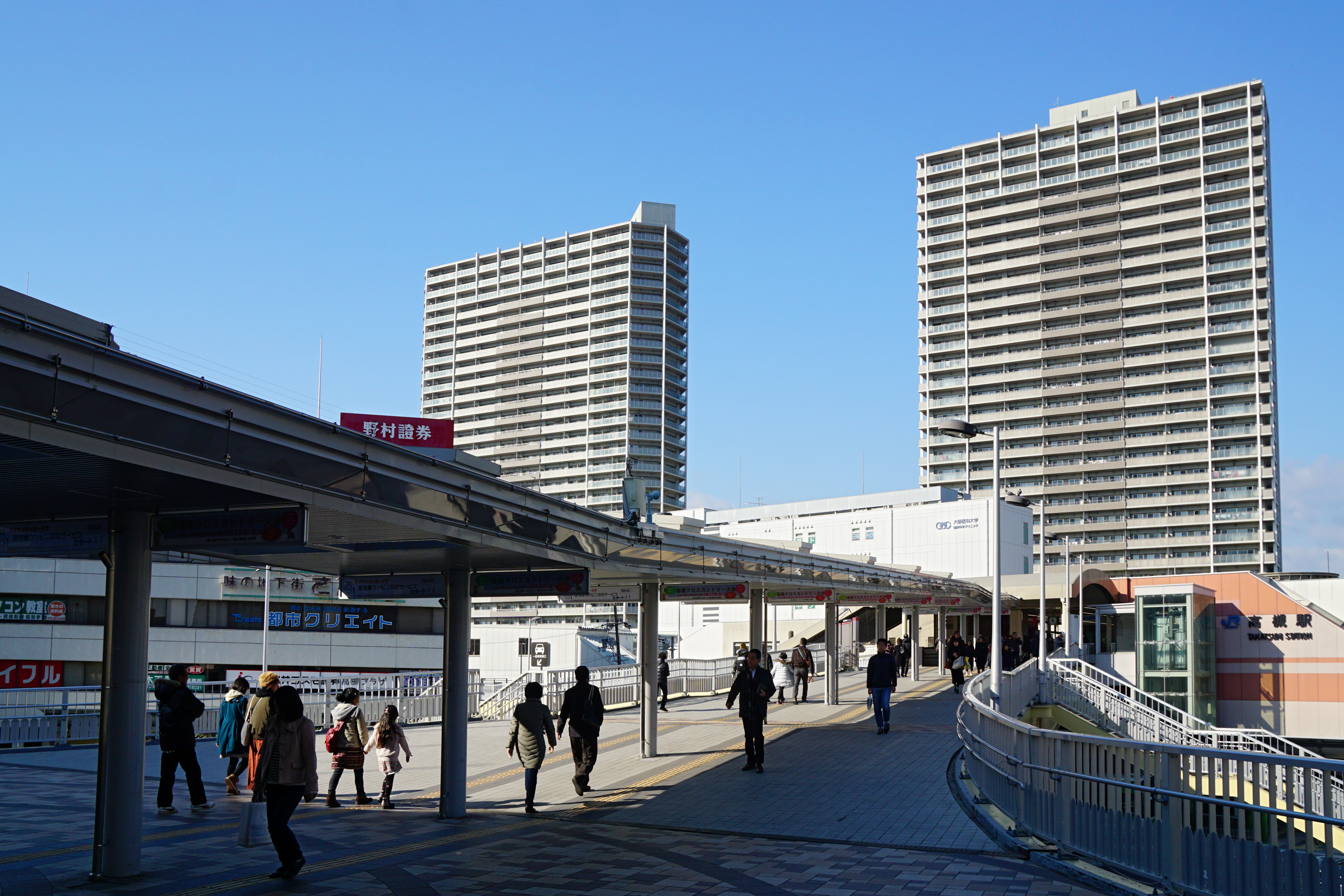
JR高槻駅

1970年代以降、大阪市及び京都市のベッドタウンとして宅地開発が進み人口が急増、1975年には30万人の大台に到達した。
その後も順調に増加を続け、1995年には362,270人と統計上過去最高を記録した。
しかしその後少子高齢化の進展や都心回帰などの影響により人口は減少に転じ、2005年には351,802人となった。
なお市内の人口動態については、新築マンション供給がある高槻駅、摂津富田駅周辺では増加、市北部の山際に広がる団地群や市南部の淀川近くに広がる旧来の市街地においては減少という形になっている。
市への流入者は多くが近畿圏内から来るが、近年は東京など首都圏からの移住も見られるようになった。

### 行政区域の変遷
- 1889年（明治22年）4月1日 - 町村制の施行により、島上郡高槻村・上田辺村の区域をもって高槻村が発足。
- 1896年（明治29年）4月1日 - 所属郡が三島郡に変更。
- 1898年（明治31年）10月14日 - 三島郡高槻村が町制施行して高槻町となる。
- 1931年（昭和6年）1月1日 - 三島郡高槻町が大冠村・清水村・芥川町・磐手村と合併し、改めて高槻町が発足。
- 1934年（昭和9年）9月1日 - 三島郡高槻町が如是村を編入。
- 1943年（昭和18年）1月1日 - 三島郡高槻町が市制施行して高槻市となる。大阪府下で9番目。
- 1948年（昭和23年）1月1日 - 阿武野村を編入。
- 1950年（昭和25年）11月1日 - 五領村を編入。
- 1955年（昭和30年）4月3日 - 三箇牧村を編入。
- 1956年（昭和31年）9月30日 - 富田町を編入。
- 1958年（昭和33年）4月1日 - 京都府南桑田郡樫田村を編入。
- 2003年（平成15年）4月1日 - 大阪府下で2番目に中核市に移行。大阪府下では堺市以来7年ぶり。

## 行政

### 市長
- 濱田剛史（2011年5月1日就任、4期目[9]）

| 代    | 氏名         | 就任年月日     | 退任年月日     |
| ----- | ------------ | -------------- | -------------- |
| 初    | 礒村彌右衞門 | 1943年2月19日  | 1945年10月25日 |
| 2     | 中井啓吉     | 1945年11月20日 | 1946年11月15日 |
| 3     | 古田誠一郎   | 1947年4月19日  | 1950年2月8日   |
| 4-5   | 阪上安太郎   | 1950年3月21日  | 1958年3月20日  |
| 6-7   | 鈴木定次郎   | 1958年3月21日  | 1966年3月20日  |
| 8-10  | 吉田得三     | 1966年3月21日  | 1976年3月18日  |
| 11-12 | 西島文年     | 1976年4月18日  | 1984年4月17日  |
| 13-16 | 江村利雄     | 1984年4月18日  | 1999年4月30日  |
| 17-19 | 奥本務       | 1999年5月1日   | 2011年4月30日  |
| 20-   | 濱田剛史     | 2011年5月1日   | 現職           |

### 行政機構
<市議会>
- 議会事務局

<市長部局>
- 市長公室
- 総務部
- 財務部
- 市民協働部
- 福祉部
- 健康部
- 環境部
- 建設部
- 都市産業部
- 会計室

<行政委員会>

| - 教育委員会 - 管理部 - 学校教育部 - 社会教育部 | - 農業委員会 - 選挙管理委員会 - 監査委員 - 公平委員会 |

<水道事業>
- 水道部

<自動車運送事業>
- 高槻市交通部

<消防>
- 消防本部

### 市役所庁舎
1971年に国鉄高槻駅南隣より現在地（桃園町）へ新築移転した。庁舎は第13回BCS賞を受賞している。現庁舎が手狭になったため、1994年にホール・図書館を併設した「高槻市総合センター」を現庁舎北隣に建設した。

### 市役所支所
- 富田支所
- 三箇牧支所
- 樫田支所

### 国の行政機関
- 国土交通省近畿地方整備局大阪国道事務所高槻維持出張所
- 国土交通省近畿地方整備局淀川工事事務所高槻出張所
- ハローワーク、法務局、税務署、簡易裁判所、区検察庁、労働基準監督署は隣接する茨木市にある。（大阪法務局高槻出張所は2003年に廃止統合された）

### 府の行政機関
- 茨木土木事務所 高槻工区
- 大阪府高槻警察署
- 府税事務所、府民センターは隣接する茨木市にある。

## 議会

### 大阪府議会
- 選挙区：高槻市・三島郡選挙区
- 定数：3人
- 任期：2023年4月30日 - 2027年4月29日
- 投票日：2023年4月9日
- 当日有権者数：316,719人
- 投票率：52.25％

| 候補者名 | 当落 | 年齢 | 所属党派     | 新旧別 | 得票数   |
| -------- | ---- | ---- | ------------ | ------ | -------- |
| 市来隼   | 当   | 36   | 日本維新の会 | 新     | 69,851票 |
| 野々上愛 | 当   | 45   | 立憲民主党   | 現     | 32,800票 |
| 吉田忠則 | 当   | 60   | 公明党       | 新     | 28,757票 |
| 杉本哲也 | 落   | 44   | 自由民主党   | 新     | 20,222票 |
| 末岡知行 | 落   | 40   | 無所属       | 新     | 10,256票 |

### 衆議院
- 選挙区：大阪10区（高槻市、三島郡）
- 任期：2021年10月31日 - 2025年10月30日
- 投票日：2021年10月31日
- 当日有権者数：320,990人
- 投票率：63.32％

| 当落 | 候補者名 | 年齢 | 所属党派     | 新旧別 | 得票数   | 重複 |
| ---- | -------- | ---- | ------------ | ------ | -------- | ---- |
| 当   | 池下卓   | 46   | 日本維新の会 | 新     | 80,932票 | ○    |
|      | 辻元清美 | 61   | 立憲民主党   | 前     | 66,943票 | ○    |
|      | 大隈和英 | 52   | 自由民主党   | 前     | 52,843票 | ○    |

## 市のマスコット
はにたん 
2011年6月に市役所から募った31体の中から選ばれた。詳細は、はにたんのページを参照。

## 市に関係する楽曲
- 高槻市歌
作詞：芳賀武, 作曲：西川得了

1947年（昭和22年）10月15日制定。
- 高槻市市制50周年記念歌「卯の花のように」
歌：島田歌穂

- 「テケテケはにたん」
作詞：佐奈谷七葉, 作曲：JaaBourBonz, 編曲：本田優一郎(スムルース), 歌：大屋朱里

## スポーツ
大阪府の中でもサッカーの町として力を注いでおり、2012年よりJリーグのガンバ大阪がホームタウンとしている。また、なでしこリーグのスペランツァFC大阪高槻がホームタウンとしている。京都大学大学院農学研究科附属農場移転跡地にサッカー専用スタジアムを建設し、ガンバ大阪を誘致する計画があったが実現しなかった。

## 文化

### 音楽
音楽活動が盛んに行われている市としても知られている。高槻城公園芸術文化劇場では市民の文化・芸術活動の振興を図り、更に充実した地域文化が育まれるようプロ、アマ問わず様々な演奏会が行われている。高槻ジャズストリートは、ゴールデンウィークの2日間（主に5月3日・4日）に市内複数の会場で開催される無料のジャズをメインとした音楽イベントが毎年開かれている。さらに、高槻北部の摂津峡に位置する摂津響Saal (せっつきょうザール）では、スタインウェイのグランドピアノを主に、室内楽の演奏を間近で聴くことができる音楽＆芸術サロンがある。

### 将棋
高槻市は桐山清澄を始めとして福崎文吾や浦野真彦ら多くの棋士を輩出し、高槻城・三の丸からは江戸時代の将棋駒が発掘されるなど将棋に縁が深いことから「将棋のまち」を謳っている。
2018年には日本将棋連盟と包括連携協定を締結し、2021年2月に、2024年秋を目処に高槻市へ移転する方針が打ち出され、2024年12月3日に、関西将棋会館が大阪市福島区よりJR高槻駅前の高槻市営バスの操車場跡に移転した。。

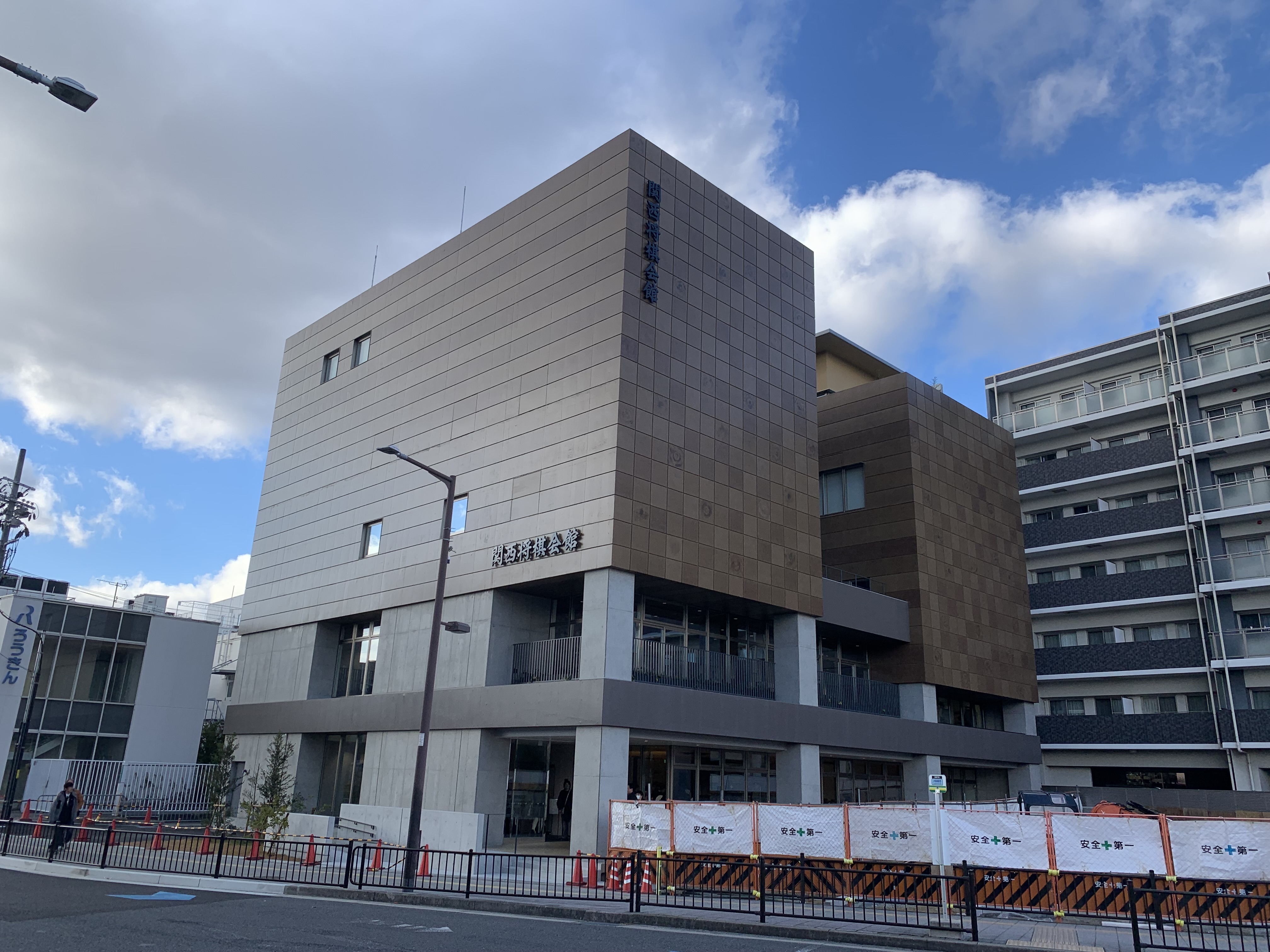
関西将棋会館
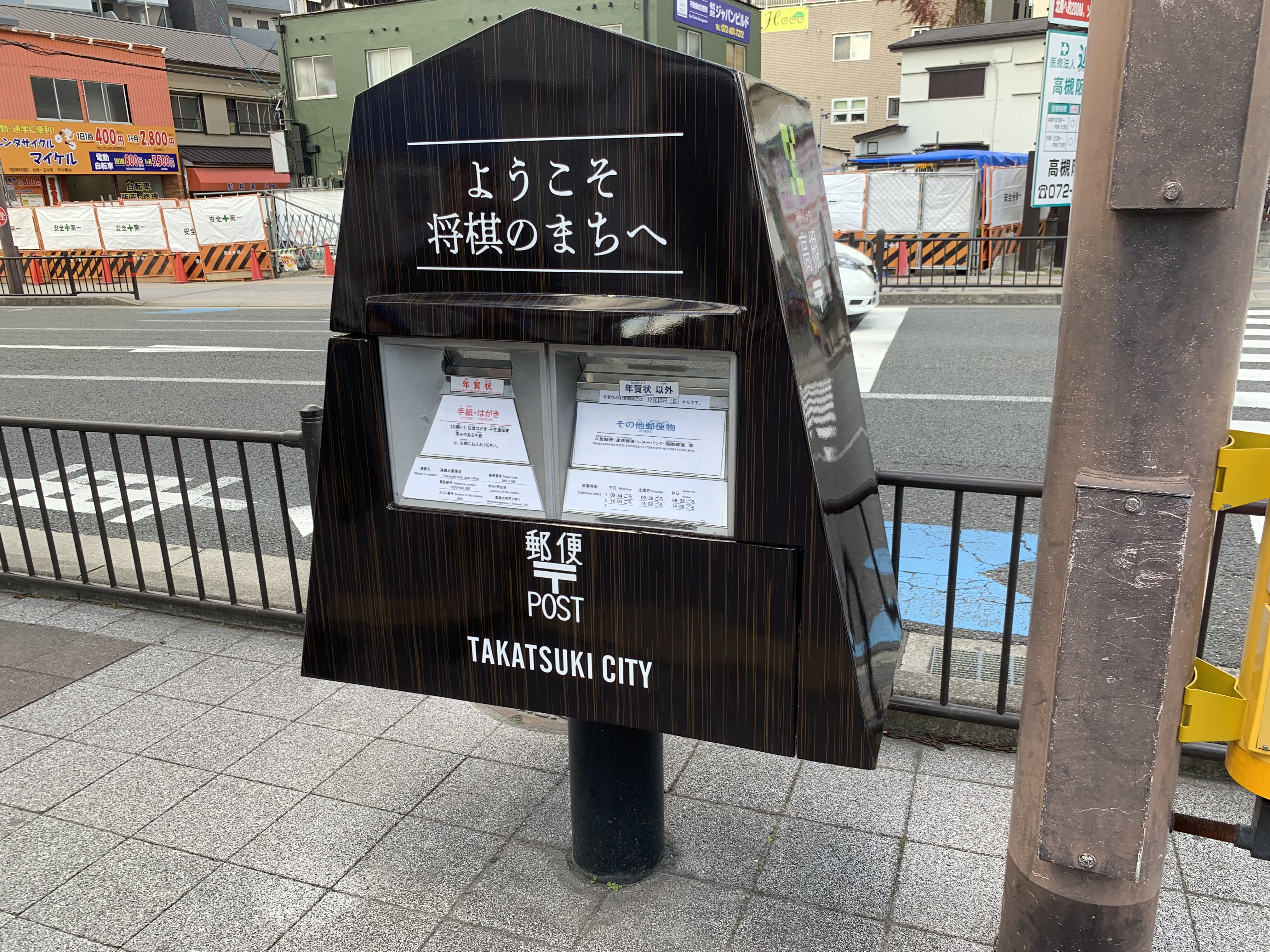
JR高槻駅西口北側にある郵便ポスト
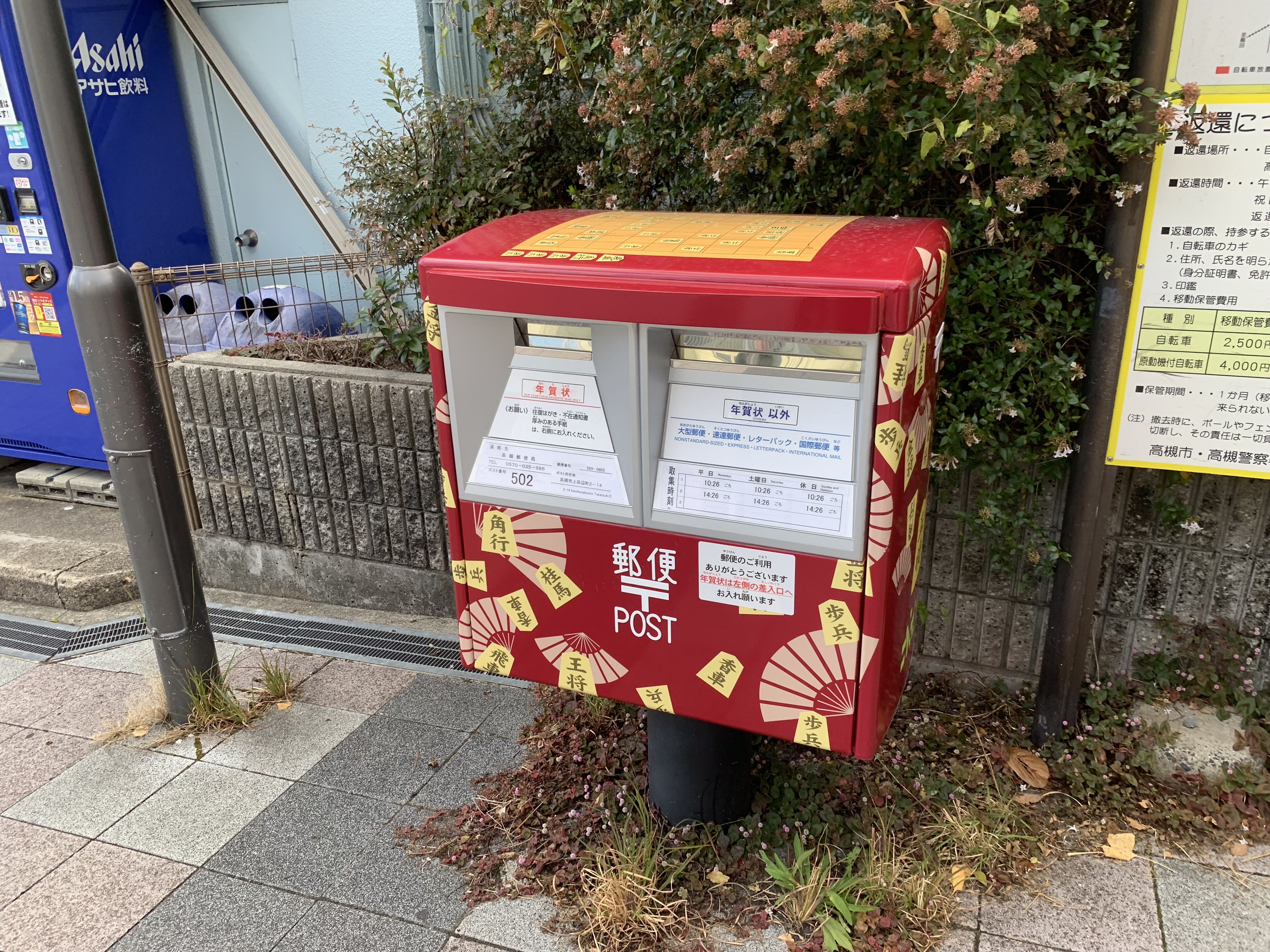
JR高槻駅西口南側にある郵便ポスト

## 経済

### 産業
第三次産業の割合が多く、大阪府の平均より小売業やサービス業が盛んである。
特にJR高槻駅周辺〜阪急高槻市駅周辺にかけて百貨店が2軒（阪急百貨店・松坂屋）、映画館（アレックスシネマ）を備えたショッピングセンター（平和堂）などの大型店舗と多数の商店街を有しており、大阪府三島地域最大級の商業集積地となっている。飲食店や服飾関係の店舗も多く、周辺の自治体から多くの若者が集まるエリアとして近年関西でも注目を集めている。上場企業の本社数は3。

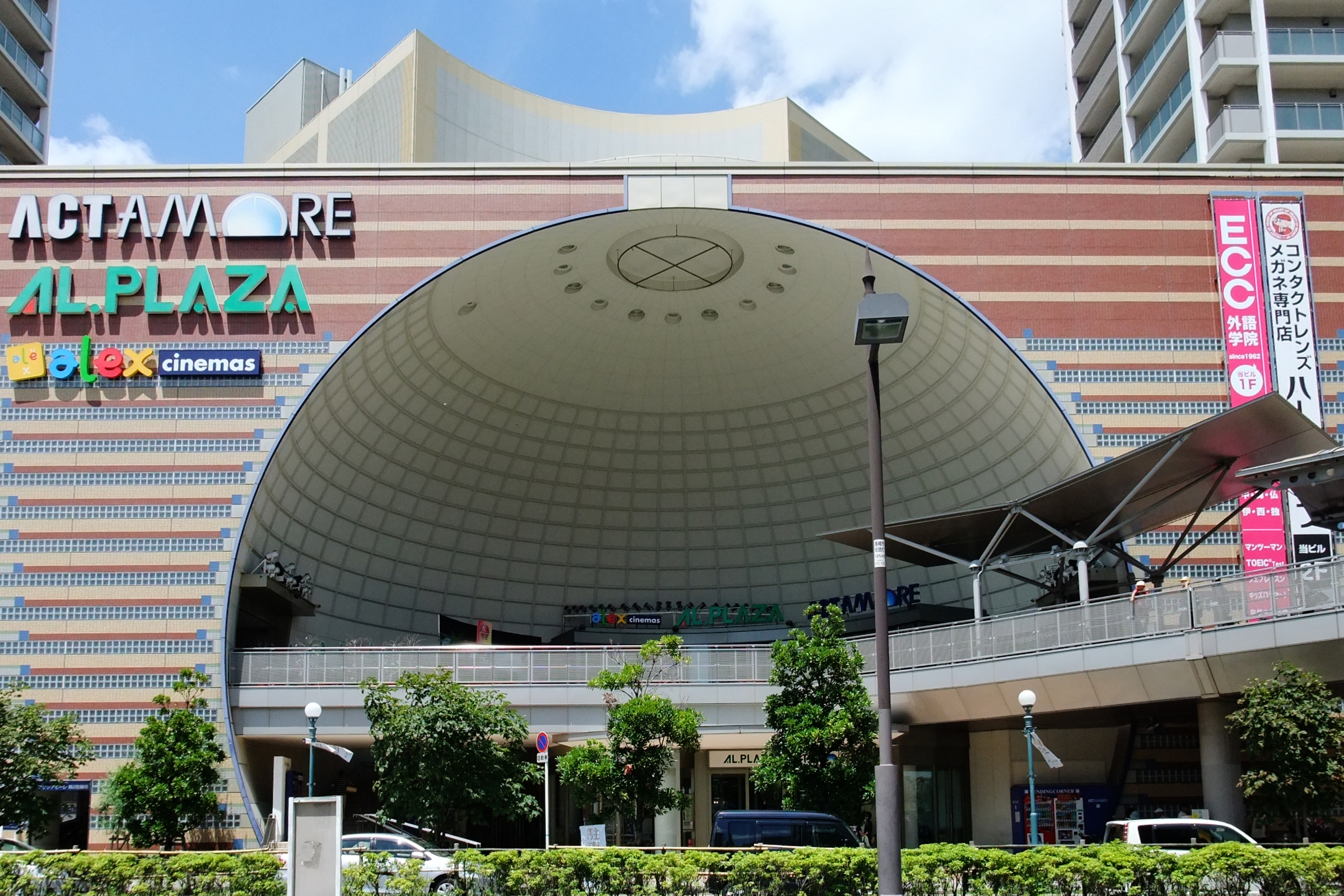
アクトアモーレ（アル・プラザ高槻平和堂）
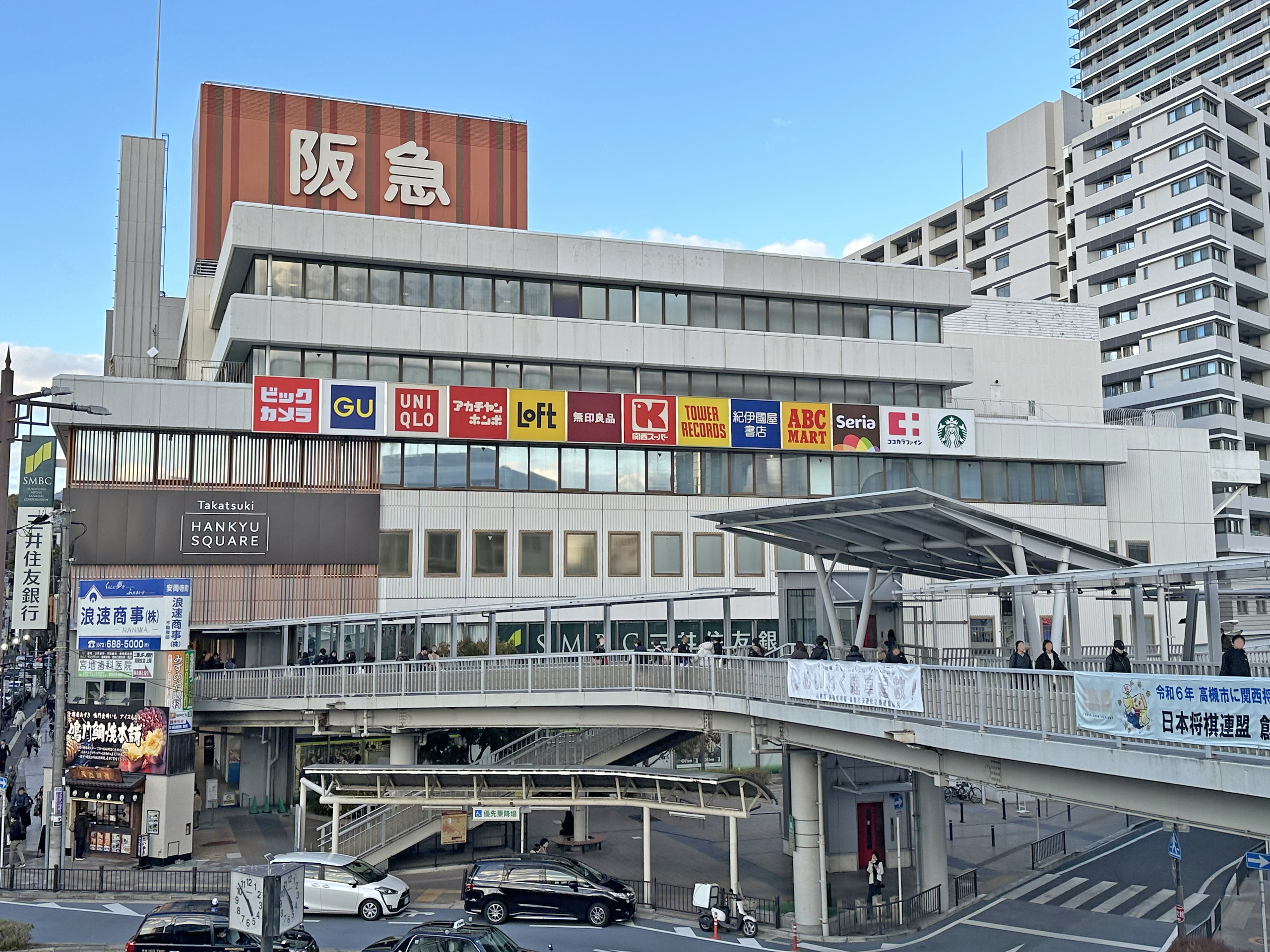
高槻阪急スクエア （阪急百貨店）
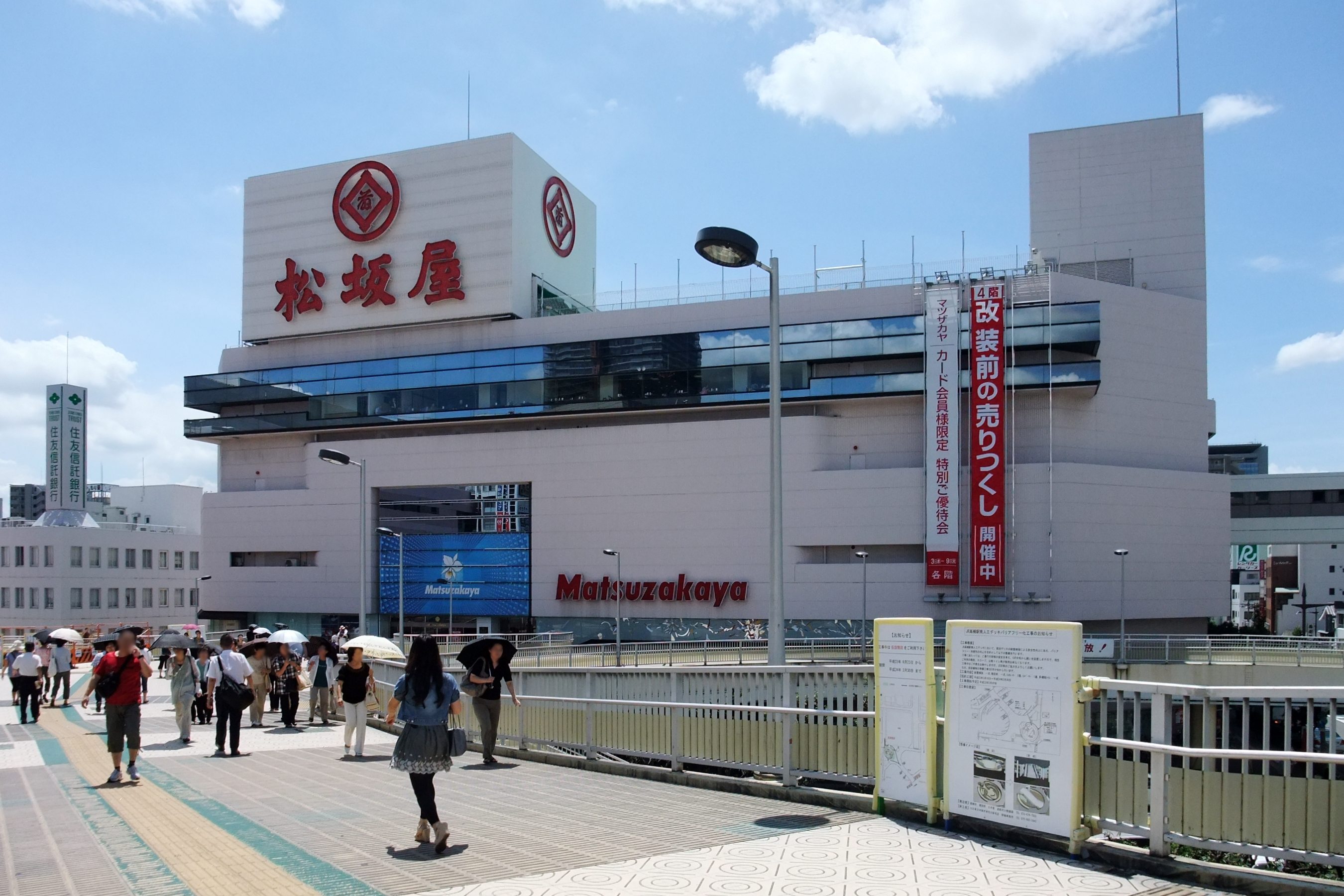
グリーンプラザ2号館 （松坂屋）
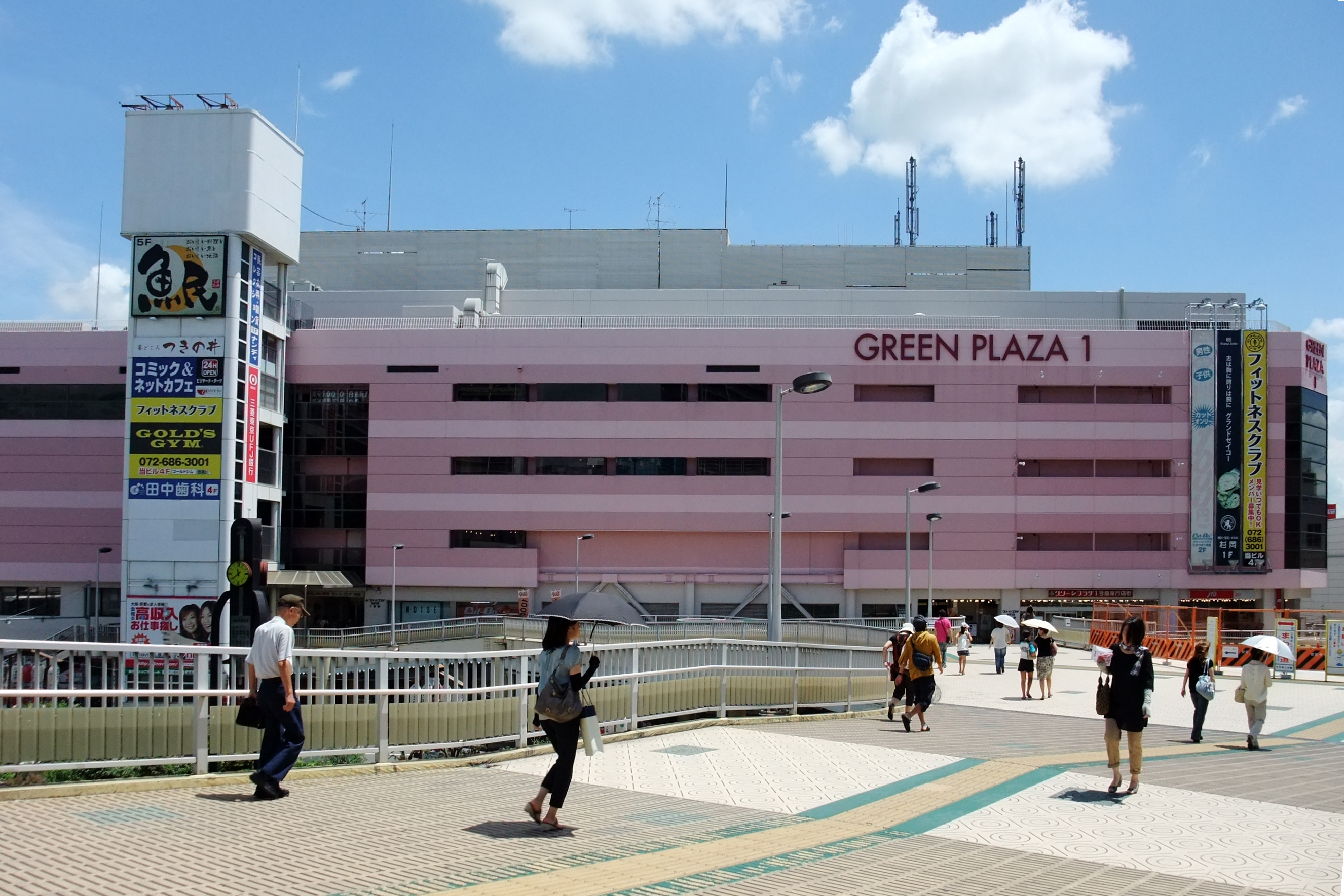
グリーンプラザ1号館
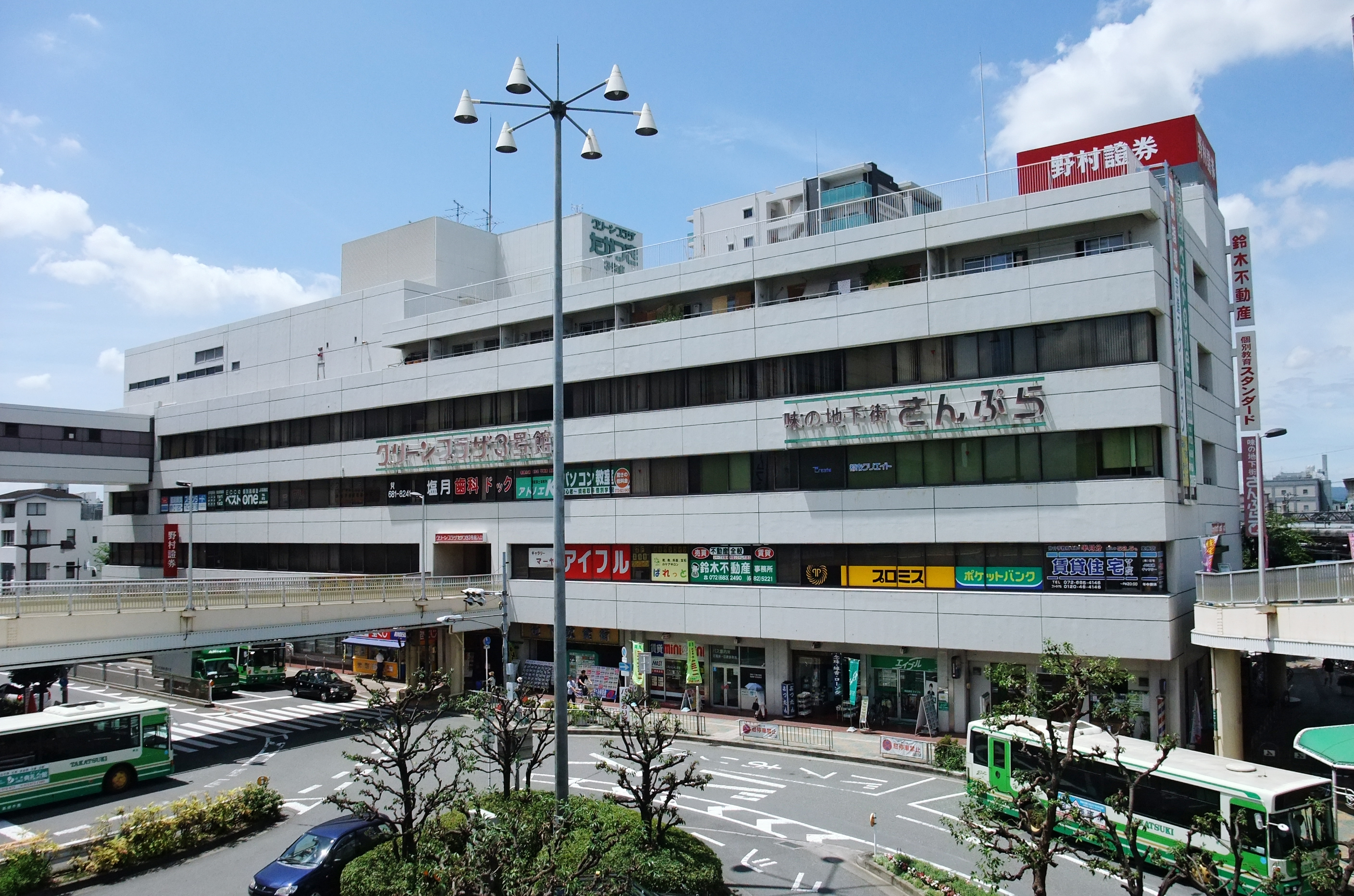
グリーンプラザ3号館

その他にも高槻センター街、高槻本通、アクトモール、芥川商店街、阪急高槻南駅前通り、城北通りなどの商店街が多く存在する。
2006年度（2006年4月 - 2007年3月）時点での産業別事業所、就業者数は以下。
|            | 事業所数 | 就業者数 |
| ---------- | -------- | -------- |
| 第一次産業 | 7        | 1,018    |
| 第二次産業 | 1,146    | 39,990   |
| 第三次産業 | 8,260    | 111,179  |

#### 高槻市に本社を持つ企業
- 穴織カーボン
- カットツイン
- カンプリ
- サンスター
- 大和コンピューター
- 酉島製作所
- 内外カーボンインキ
- パナソニック ライティングデバイス
- フジワーク
- 丸大食品
- マルヤス
- 大鋳
- サンユレック
- 大阪センコー運輸
- 高槻給食

#### かつて高槻市に本社を持っていた上場企業など
- アルインコ（大阪市に本社移転、本店は高槻市）
- 音通（吹田市へ本社移転）
- キーエンス（大阪市に本社移転）
- 日清食品ホールディングス（大阪市に本社移転）
- チェリオコーポレーション（京都市に本社移転）
- 松下電子工業（松下電器産業に吸収合併）
- パナソニック フォト・ライティング（パナソニック　ライティングデバイスに吸収合併）
- ユアサコーポレーション（日本電池と統合のため上場廃止）
- わかさ生活（京都市に本社移転）
- フードリエ（旧グリコハム、那須塩原市に本社移転）

#### 高槻市に事業所を置く企業
- 東レフィルム加工大阪本社・高槻工場
- リョービ大阪支社
- 太洋基礎工業大阪支店
- リガク大阪支店
- アロン化成高槻事業所
- コニカミノルタ高槻サイト
- 味の素食品関西工場
- ニチレイフーズ関西工場
- 王子チヨダコンテナー高槻工場
- カイト科学大阪工場
- 関包スチール高槻工場
- クラシエ製薬高槻第二工場
- 第一三共プロファーマ大阪工場
- 大成ロテック高槻合材工場
- 東洋製罐高槻工場
- 日本山村硝子大阪工場
- 不二サッシ大阪工場
- 三菱自動車ロジテクノ高槻新車工場
- ムネカタ大阪ファクトリー
- 明治大阪工場
- 矢崎化工大阪工場
- UCC上島珈琲大阪工場
- イオン商品研究所・近畿流通センター
- 淺沼組技術研究所
- クラシエフーズ食品研究所・高槻第一工場
- 日本たばこ産業医薬総合研究所
- 大阪ガス北東部事業所（北部）
- サンスター(大阪工場)
- 大日防蝕化工 高槻工場

### 特産品
- 葦簾（よしず）
- 服部越瓜（しろうり）
- トマト（三箇牧）
- イチゴ（氷室）

かつては、山間部において京菓子向けの寒天作りが盛んに行われていたが、市街化が進み平年の気温も上昇したことで、現在は生産している農家はなく、下田部町にある株式会社タニチが田能に工場を持ち一般家庭向け寒天・寒天加工商品の製造・販売を行っているほか、市のサイトで「樫田地区の一部の農家が作っている」と報じられているだけに留まる。鵜殿と呼ばれる淀川河川敷で良質なヨシが採れたことから、簾作りも盛んであったという。かつて、市街地北部の服部地区ではたばこの栽培が行われ「服部煙草」と呼ばれていた。池田、伊丹とならぶ「北摂三銘酒」のひとつに数えられる酒の名産地である市域西部の富田地域には現在2軒の造り酒屋があり、オリジナルブランドで日本酒、また地ビールを生産するほか、北部の原地区においてはどぶろく特区として、どぶろくの生産も行っている。

### 農林水産業

#### 農業
- JA高槻市・高槻市農協
- 戸数 - 1,519戸[13]
- 専業農家 - 110戸[13]
- 耕地面積 - 48,236[13]
- 農業粗生産額

特産品
- 花壇苗
- いちご
- しいたけ
- トマト
- 大阪しろな

| 品目         | a（アール） |
| ------------ | ----------- |
| 総数         | 17,318      |
| 水稲         | 15,495      |
| トマト       | 272         |
| キャベツ     | 196         |
| たまねぎ     | 96          |
| かんしょ     | 85          |
| ほうれんそう | 78          |
| なす         | 76          |
| だいこん     | 74          |
| ばれいしょ   | 67          |
| ねぎ         | 60          |
| きゅうり     | 52          |
|              |             |
| 花き類・花木 | 39          |
| 種苗・種木   | 193         |

大阪エコ農産物
農薬使用回数、化学肥料使用量を府内の慣行の半分以下に抑えるよう定めた、大阪府の栽培基準に従って栽培されたものを認証。
- じゃがいも
- たまねぎ
- だいこん

#### 林業
- 大阪府森林組合三島支店

#### 水産業
- 芥川漁業協同組合

### 工業
- 事業所 - 251社[15]
- 従業員 - 11,623人[15]
- 製造品出荷額等 - 3536億9745万円[15]
  - 食料品 - 22.6%
  - 化学工業 - 15.5%
  - はん用機械器具 - 14.0%
  - 電気機械器具 - 12.9%
  - 金属製品 - 5.8%
  - プラスチック製品 - 5.6%
  - パルプ・紙・紙加工品 - 4.5%
  - 窯業・土石製品 - 4.0%
  - その他の業種 - 15.1%

- 事業所内訳
  - 金属製品 - 15.9%
  - プラスチック製品 - 9.9%
  - 生産用機械器具 - 7.9%
  - パルプ・紙・紙加工品 - 7.6%
  - 電気機械器具 - 6.8%
  - 印刷・同関連業 - 6.0%
  - 食料品 - 5.6%
  - 化学工業 - 5.5%
  - 窯業・土石製品 - 5.2%
  - その他 - 29.5%

### 商業及び金融
- 事業所数 - 2,333社[16]
- 従業員 - 20,040人[16]
- 売り場面積 - 293,037m2[16]
- 年間商品販売額 - 5,213億1,600万円[16]
  - 卸売業
    - 事業所数 - 296社
    - 年間商品販売額 - 2,137億800万円

  - 小売業
    - 事業所数 - 2,037社
    - 年間商品販売額 - 3,076億800万円

#### 大型商業施設
- 高槻阪急（ロフト、ユニクロ、タワーレコード、紀伊國屋書店、関西スーパーほか）（JR高槻駅北口）
- 松坂屋高槻店（JR高槻駅南口）
- グリーンプラザ高槻1号館（JR高槻駅南口）
- エミル高槻（阪急高槻市駅高架下）
- アクトアモーレ（アルプラザ高槻ほか）
- イオン高槻店

#### 金融機関
- りそな銀行
- 三井住友銀行（高槻支店〈阪急高槻市駅前〉、高槻駅前支店〈オーロラモール内〉）
- みずほ銀行
- 三菱UFJ銀行
- 京都銀行
- 池田泉州銀行
- 滋賀銀行
- 関西みらい銀行
- 三井住友信託銀行
- 京都信用金庫
- 京都中央信用金庫
- 北おおさか信用金庫
- 近畿産業信用組合
- 近畿労働金庫
- JAバンク
- ゆうちょ銀行（高槻店・高槻郵便局ではなく高槻駅前郵便局内にある）

指定金融機関はりそな銀行（西暦の偶数年10月~奇数年9月）と三井住友銀行（西暦の奇数年10月~偶数年9月）との輪番制。

#### 日本郵政グループ
- 日本郵便株式会社

※高槻市内の郵便番号は、北部地域（おおむねJR京都線より北側の地域）が「569-10xx」「569-11xx」（高槻北郵便局の管轄）、南部地域（同じく南側の地域）が「569-00xx」「569-08xx」（高槻郵便局の管轄）となっている。

#### 宿泊施設
- せせらぎの里 きつつき山荘
- 二料山荘
- 摂津峡 青少年キャンプ場
- 花の里温泉 山水館
- 亀屋旅館
- 観音むしぶろ
- ワークホテル高槻
- 高槻サンホテル
- 高槻W&Mホテル
- ホテルアベストグランデ高槻

## 報道機関

### 新聞社
- 朝日新聞社（高槻支局）
- 読売新聞（高槻通信部）
- 産経新聞（高槻通信部）

そのほかには、高槻市民新聞社、きつつき21編集室、北大阪新聞社などのミニコミ誌など。

### ケーブルテレビ局
- J:COM 高槻

## 環境保全
芥川上流の摂津峡（摂津耶馬渓とも呼ばれている）などは美しい自然環境を残している。
高槻市内ではホタルが鑑賞でき、日本で確認されている44種類のホタルのうち、ゲンジボタル、ヘイケボタル、ヒメボタル、オバボタル、クロマドボタル、ムネクリイロボタルの6種類が住んでいる。

## 姉妹都市・提携都市

### 国内
- 島根県益田市（旧美濃郡匹見町）（1971年）

高槻市の委員で、過疎問題を研究していた松島大阪大学教授が、1970年（昭和45年）に島根県匹見町へ調査に訪れたことを始まりにして、当時、人口の増加に悩んでいた高槻市と、過疎に悩んでいた匹見町、都市と山村、相反する都市問題を抱える両都市が補い合って、新しい街づくりに役立てようというユニークな発想から姉妹都市提携が実現した。その後、2004年（平成16年）に市町村合併により匹見町が益田市に合併されたが、交流は引き継がれ、2008年（平成20年）に新たに提携再調印された。
- 福井県三方上中郡若狭町（旧三方町）（1993年）

1983年（昭和58年）に、福井県三方町が高槻市で物産展を開催したことから始まり、その後、農林業祭や高槻まつりへ参加したことから友好関係が深まり、交流が盛んになる。1992年（平成4年）に市民から、姉妹都市提携の請願が提出されるなど機運が高まり、1993年（平成5年）に、高槻市の市制50周年と、三方町の町制40周年を機に、姉妹都市提携を調印した。その後、2005年（平成17年）に三方町が合併により若狭町になるが、交流事業を引き継ぎ、2008年（平成20年）に提携再調印を行った。

### 国外
- フィリピン共和国マニラ市（1979年）
高槻領主であったキリシタン大名の高山右近がマニラで没したことによる
- 中華人民共和国江蘇省常州市（1987年）
商都と古都の中間に位置する両市の類似性から
- オーストラリア連邦クイーンズランド州トゥーンバ市（1991年）
1988年、大阪府とクイーンズランド州の友好提携の際にクィーンズランド州側から提案

## 地域

### 方言
同地域で古くから話されている言葉は、一般的な大阪弁であるが、京都府に隣接し、西国街道を通じて京都との交流が多いためか、京言葉の影響を多分に受けたものとなっている。ただし高度経済成長期以降、大阪府内で建設されたニュータウンと同様に、関西の他の地域は勿論、それ以外の地域からも転入者が急激に増えたため、標準語により近い関西共通語が主流となっている。
また、「高槻」は地元古来の発音では「た」にアクセントを置いた頭高型の発音をするが（「埼玉」などと同じ）、JR西日本などは「か」にアクセントを置いた共通語風の発音を採用しており、近年では他地域からの転入者や若年層を中心にこちらの発音をする市民も増えている。

### 人口
高槻市の人口は1994年度の363,000 人をピークに減少傾向にあったが、2003年度以降は概ね横ばいとなっている。高槻市の約半分は森林になっており可住地面積は57.37km2、可住地人口密度は6,133人/km2。2005年度の人口集中地区 (DID) の人口が338,236人、DID面積は33.19km2、DID人口密度が1,0259.6人/km2、総数に占めるDID人口が96.1%、面積は31.5%。日本の市の人口順位によると、高槻市は2010年の法定人口で56位となっている。
平成22年（2010年）国勢調査より前回調査からの人口増減をみると、1.57%増の357,359人であり、増減率は府下43市町村中8位、72行政区域中25位。
| |                                        |  |
| 高槻市と全国の年齢別人口分布（2005年） | 高槻市の年齢・男女別人口分布（2005年） |  |
| ■紫色 ― 高槻市 ■緑色 ― 日本全国 | ■青色 ― 男性 ■赤色 ― 女性              |  |
| 高槻市（に相当する地域）の人口の推移 \| 1970年（昭和45年） \| 231,129人 \| \| \| 1975年（昭和50年） \| 330,570人 \| \| \| 1980年（昭和55年） \| 340,720人 \| \| \| 1985年（昭和60年） \| 348,784人 \| \| \| 1990年（平成2年） \| 359,867人 \| \| \| 1995年（平成7年） \| 362,270人 \| \| \| 2000年（平成12年） \| 357,438人 \| \| \| 2005年（平成17年） \| 351,826人 \| \| \| 2010年（平成22年） \| 357,359人 \| \| \| 2015年（平成27年） \| 351,829人 \| \| \| 2020年（令和2年） \| 352,698人 \| \| |                                        |  |
| 総務省統計局 国勢調査より |                                        |  |
| 1970年（昭和45年） | 231,129人                              |  |
| 1975年（昭和50年） | 330,570人                              |  |
| 1980年（昭和55年） | 340,720人                              |  |
| 1985年（昭和60年） | 348,784人                              |  |
| 1990年（平成2年） | 359,867人                              |  |
| 1995年（平成7年） | 362,270人                              |  |
| 2000年（平成12年） | 357,438人                              |  |
| 2005年（平成17年） | 351,826人                              |  |
| 2010年（平成22年） | 357,359人                              |  |
| 2015年（平成27年） | 351,829人                              |  |
| 2020年（令和2年） | 352,698人                              |  |

| 区分                      | 人数（人） | 割合(%) |
| ------------------------- | ---------- | ------- |
| 年少人口（14歳以下）      | 49,101     | 13.68   |
| 生産年齢人口（15 - 64歳） | 234,076    | 65.19   |
| 高齢人口（65歳以上）      | 75,863     | 21.13   |

| 地区別人口（2005年度） （単位：人） | 地区別人口（2005年度） （単位：人） |
| ----------------------------------- | ----------------------------------- |
| 樫田地区                            | 574                                 |
| 高槻北地区                          | 95,177                              |
| 五領地区                            | 13,943                              |
| 三箇牧地区                          | 14,955                              |
| 高槻西地区                          | 64,731                              |
| 如是・富田地区                      | 73,327                              |
| 高槻南地区                          | 94,761                              |

- データ出展：高槻市-市のしくみ・市政-

#### 人口の推移
| 1925年 | 4,586   |
| 1930年 | 5,980   |
| 1935年 | 28,295  |
| 1940年 | 31,011  |
| 1947年 | 37,714  |
| 1950年 | 43,321  |
| 1955年 | 54,028  |
| 1960年 | 79,043  |
| 1965年 | 130,735 |
| 1970年 | 231,129 |
| 1975年 | 330,570 |
| 1980年 | 340,720 |
| 1985年 | 348,784 |
| 1990年 | 359,867 |
| 1995年 | 362,270 |
| 2000年 | 357,438 |
| 2005年 | 351,826 |
| 2010年 | 358,669 |
| 2015年 | 355,451 |
| 2020年 | 352,876 |

### 地区

#### 都市計画による区域
1997年（平成9年）に「高槻市都市計画マスタープラン」が策定され、それに則して都市計画が立てられている。市全体構想と共に、市を7つの地域に分けてそれぞれの地域ごとにも都市計画が立てられている。以下はそれぞれの地域と街づくりの重点目標。
樫田地域樫田地区を中心とする地域。
- 森林の保全と営農・定住環境の整備
- 観光農林業の振興など

高槻北地域JR京都線より以北で芥川東部の地域。
- 良質な住環境の保全
- 高槻インターチェンジと道路網整備など

高槻南地域JR京都線以南で芥川から桧尾川までの地域。
- 公的施設の有効活用と機能充実
- 鉄道駅や高槻城跡周辺の整備など

五領地域名神高速道路以南で桧尾川より東部の地域。
- 集落地の生活環境の向上
- 幹線道路の整備と計画的な市街地誘導など

高槻西地域JR東海道本線以北で芥川より西部の地域。
- 今城塚古墳の保存と史跡公園化
- 大学と地域社会の交流など

如是・富田地域JR京都線から番田井路までで芥川より西部の地域。
- 道路整備と定住環境の向上
- 市民プール・複合施設の整備など

三箇牧地域番田井路以南で芥川より西部の地域。
- 集落地の生活環境の向上
- 農地の保全と都市的活用など

#### 日常生活圏域別町名一覧
第4次高槻市総合計画において、土地の利用状況・生活圏としてのまとまり、地区行政の経緯などを考慮して、地区生活圏を7つに区分している。なお、この区分けは生活圏としてのまとまりなどに重点を置いており、
川西町、真上町、緑ヶ丘は、上記の理由による区分けのため、丁目によっては地区が異なる。
高槻北地区
- 安満御所の町
- 安岡寺町一丁目 - 六丁目
- 樫田地区
- 浦堂一丁目 - 三丁目
- 浦堂本町
- 花林苑
- 大字川久保
- 黄金の里一丁目
- 芝谷町
- 清水台一丁目 - 二丁目
- 高見台
- 大蔵司二 - 三丁目
- 塚脇一丁目 - 五丁目
- 寺谷町
- 大字成合
- 成合北の町
- 成合中の町
- 成合西の町
- 成合東の町
- 成合南の町
- 西之川原一丁目 - 二丁目
- 大字原
- 東城山町
- 日吉台一番町 - 七番町
- 真上町六丁目
- 松が丘一丁目 - 四丁目
- 緑が丘二 - 三丁目
- 宮が谷町
- 宮之川原一丁目 - 五丁目
- 宮之川原元町
- 弥生が丘町

高槻中地区
- 芥川町一丁目 - 四丁目
- 安満磐手町
- 安満北の町
- 安満新町
- 安満中の町
- 安満西の町
- 安満東の町
- 美しが丘一丁目 - 二丁目
- 奥天神町一丁目 - 三丁目
- 古曽部町一丁目 - 五丁目
- 大蔵司1丁目
- 月見町
- 天神町一丁目 - 二丁目
- 殿町
- 西真上一丁目 - 二丁目
- 白梅町
- 別所新町
- 別所中の町
- 別所本町
- 紅茸町
- 真上町一丁目 - 五丁目
- 緑が丘一丁目
- 南芥川町
- 紫町
- 名神町
- 山手町一丁目 - 二丁目

高槻・五領地区
- 明田町
- 明野町
- 天川新町
- 天川町
- 井尻一丁目 - 二丁目
- 永楽町
- 大手町
- 梶原一丁目 - 六丁目
- 梶原中村町
- 上田辺町
- 上本町
- 大字上牧
- 上牧山手町
- 上牧北駅前町
- 上牧南駅前町
- 上牧町一丁目 - 五丁目
- 北園町
- 京口町
- 大字神内
- 神内一丁目 - 二丁目
- 紺屋町
- 五領町
- 桜町
- 沢良木町
- 城西町
- 城東町
- 城内町
- 城北町一丁目 - 二丁目
- 須賀町
- 高垣町
- 高槻町
- 大学町
- 千代田町
- 天王町
- 出丸町
- 桃園町
- 道鵜町一丁目 - 六丁目
- 土橋町
- 中川町
- 野田一丁目 - 四丁目
- 野田東一丁目 - 二丁目
- 野見町
- 大字萩之庄
- 萩之庄一丁目 - 五丁目
- 八丁畷町
- 八丁西町
- 東天川一丁目 - 五丁目
- 東上牧一丁目 - 三丁目
- 日向町
- 藤の里町
- 本町
- 前島一丁目 - 五丁目
- 松原町
- 緑町
- 南松原町
- 宮野町
- 八幡町
- 淀の原町

高槻南地区
- 大冠町一丁目 - 三丁目
- 大字大塚
- 大塚町一丁目 - 五丁目
- 春日町
- 北大樋町
- 高西町
- 下田部町一丁目 - 二丁目
- 庄所町
- 城南町一丁目 - 四丁目
- 辻子一丁目 - 三丁目
- 竹の内町
- 堤町
- 東和町
- 西大樋町
- 西冠一丁目 - 三丁目
- 登町
- 番田一丁目 - 二丁目
- 深沢町一丁目 - 二丁目
- 深沢本町
- 松川町
- 南大樋町
- 南庄所町
- 若松町

富田南・三箇牧地区
- 大字唐崎
- 唐崎北一丁目 - 三丁目
- 唐崎中一丁目 - 四丁目
- 唐崎西一丁目 - 二丁目
- 唐崎南一丁目 - 三丁目
- 川添一丁目 - 二丁目
- 北柳川町
- 寿町一丁目 - 三丁目
- 大字西面
- 西面北一丁目 - 二丁目
- 西面中一丁目 - 二丁目
- 西面南一丁目 - 四丁目
- 栄町一丁目 - 四丁目
- 三箇牧一丁目 - 二丁目
- 芝生町一丁目 - 四丁目（しぼちょう）
- 玉川一丁目 - 四丁目
- 玉川新町
- 西町
- 大字柱本
- 柱本一丁目 - 七丁目
- 柱本新町
- 柱本南町
- 牧田町
- 大字三島江
- 三島江一丁目 - 四丁目
- 南総持寺町
- 柳川町一丁目 - 二丁目

富田地区
- 川西町3丁目
- 北昭和台町
- 桜ケ丘北町
- 桜ケ丘南町
- 昭和台町一丁目 - 二丁目
- 津之江北町
- 津之江町一丁目 - 三丁目
- 登美の里町
- 富田町一丁目 - 六丁目
- 西五百住町
- 如是町
- 東五百住町一丁目 - 三丁目

高槻西地区
- 赤大路町
- 朝日町
- 阿武野一丁目 - 二丁目
- 今城町
- 大畑町
- 岡本町
- 上土室一丁目 - 六丁目
- 川西町一丁目 - 二丁目
- 郡家新町
- 郡家本町
- 幸町
- 清福寺町
- 大和一丁目 - 二丁目
- 塚原一丁目 - 六丁目
- 富田丘町
- 大字奈佐原
- 奈佐原一丁目 - 四丁目
- 奈佐原元町
- 南平台一丁目 - 五丁目
- 大字萩谷
- 萩谷月見台
- 土室町
- 氷室町一丁目 - 六丁目
- 宮田町一丁目 - 三丁目
- 霊仙寺町一丁目 - 二丁目

### 隣接している自治体・行政区
大阪府
- 枚方市
- 茨木市
- 寝屋川市
- 摂津市
- 三島郡島本町

京都府
- 京都市（西京区）
- 亀岡市

### 医療施設
特定機能病院
- 大阪医科薬科大学病院

救命救急センター
- 大阪府三島救命救急センター

高槻市消防本部特別救急隊と連携し、ドクターカーの本格運用（365日24時間）を行っている。2002年10月に試行運用を開始、2006年10月より本格運用開始。本格運用を行っているのは国内で5市のみ。（2008年現在）
その他
- 高槻赤十字病院
- 大阪医科薬科大学三島南病院
- みどりヶ丘病院
- 愛仁会高槻病院
- 愛仁会リハビリテーション病院
- 北摂総合病院
- 東和会
  - 第一東和会病院
  - 第二東和会病院
- 大阪医科薬科大学 関西BNCT共同医療センター

救急医療体制は周辺他市と比較して充実しており、他地域の救急車が救急患者を搬送して来ることが多く見られる。

### 住宅団地
- 都市再生機構総持寺団地（茨木市との市境に位置し同市と跨っている）
- 都市再生機構玉川橋団地
- 都市再生機構富田団地
- 都市再生機構高槻・阿武山団地（1番街から10番街まで存在する）
- 都市再生機構高槻赤大路団地
- 大阪府住宅供給公社柱本団地
- 大阪府住宅供給公社下田部団地
- 府営高槻深沢住宅
- 府営高槻柱本住宅
- 府営高槻下田部住宅
- 府営高槻芝生住宅
- 府営高槻栄町住宅
- 府営高槻赤大路住宅
- 塚原台ハイツ

## 学校教育
かつて中学教師が地元集中と呼ばれる教育を行っていた。国道171号沿いの防音版の設置棟とプレハブ校舎へのエアコン設置は全国でも珍しい試みであった。2007年度から2学期制を導入した。

### 小学校
- 高槻市立赤大路小学校
- 高槻市立芥川小学校
- 高槻市立阿武野小学校
- 高槻市立阿武山小学校
- 高槻市立安岡寺小学校
- 高槻市立磐手小学校
- 高槻市立大冠小学校
- 高槻市立奥坂小学校
- 高槻市立樫田小学校
- 高槻市立川西小学校
- 高槻市立上牧小学校
- 高槻市立冠小学校
- 高槻市立北大冠小学校
- 高槻市立北清水小学校
- 高槻市立北日吉台小学校
- 高槻市立郡家小学校
- 高槻市立五領小学校
- 高槻市立桜台小学校
- 高槻市立三箇牧小学校
- 高槻市立芝生小学校
- 高槻市立清水小学校
- 高槻市立寿栄小学校
- 高槻市立高槻小学校
- 高槻市立竹の内小学校
- 高槻市立玉川小学校
- 高槻市立津之江小学校
- 高槻市立桃園小学校
- 高槻市立富田小学校
- 高槻市立南平台小学校
- 高槻市立西大冠小学校
- 高槻市立如是小学校
- 高槻市立柱本小学校
- 高槻市立土室小学校
- 高槻市立日吉台小学校
- 高槻市立真上小学校
- 高槻市立松原小学校
- 高槻市立丸橋小学校
- 高槻市立南大冠小学校
- 高槻市立柳川小学校
- 高槻市立五百住小学校
- 高槻市立若松小学校
- 関西大学初等部

### 中学校

#### 公立
- 高槻市立第一中学校
- 高槻市立第二中学校
- 高槻市立第三中学校
- 高槻市立第四中学校
- 高槻市立第六中学校
- 高槻市立第七中学校
- 高槻市立第八中学校
- 高槻市立第九中学校
- 高槻市立第十中学校
- 高槻市立阿武野中学校
- 高槻市立阿武山中学校
- 高槻市立川西中学校
- 高槻市立冠中学校
- 高槻市立五領中学校
- 高槻市立芝谷中学校
- 高槻市立城南中学校
- 高槻市立如是中学校
- 高槻市立柳川中学校

#### 私立
- 関西大学中等部（※中高併設）
- 金光大阪中学校（※中高併設）
- 高槻中学校（※中高併設）

### 高等学校

#### 府立
- 大阪府立芥川高等学校
- 大阪府立阿武野高等学校
- 大阪府立大冠高等学校
- 大阪府立高槻北高等学校
- 大阪府立槻の木高等学校
- 大阪府立三島高等学校

#### 私立
- 関西大学高等部（※中高併設）
- 金光大阪高等学校（※中高併設）
- 高槻高等学校（※中高併設）

### 特別支援学校
- 大阪府立高槻支援学校

### 大学・短期大学
- 大阪医科薬科大学

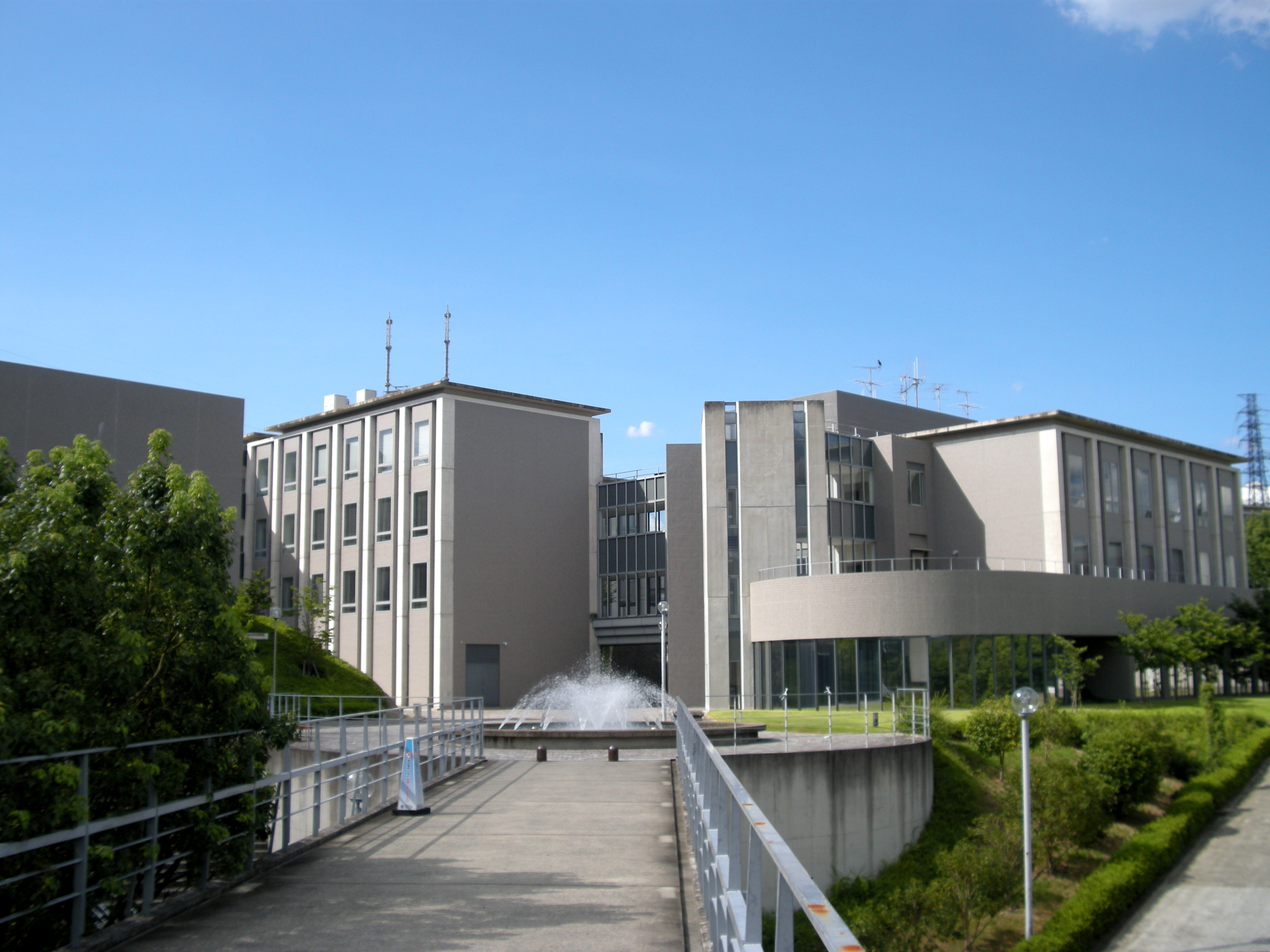
関西大学　高槻キャンパス

- 関西大学（高槻キャンパス・高槻ミューズキャンパス）
- 平安女学院大学

かつてあった大学・短期大学
- 大阪外国語大学（箕面市に移転後大阪大学と統合）
- 平安女学院大学短期大学部（平安女学院大学と統合）

### 各種学校
- 行信教校

### 大学の研究機関
- 京都大学防災研究所附属地震予知研究センター阿武山観測所

### 統廃合により廃校となった学校
- 高槻市立庄所小学校（1977年西大冠小学校より分離創立、2005年4月桃園小学校と統合）
- 高槻市立堤小学校（1975年桜台小学校から分離創立、2004年4月桜台小学校と再統合）
- 高槻市立牧田小学校（1977年玉川小学校より分離創立、2001年4月玉川小学校と再統合）
- 高槻市立第五中学校（1958年に旧樫田村を併合した際に、亀岡中学校樫田分校を高槻市立第五中学校として再発足。1995年4月に高槻市立第九中学校に統合）
- 大阪府立島上高等学校（2005年に大阪府立高槻南高等学校と統合により廃校・統合校の大阪府立槻の木高等学校は島上高等学校の校地を使用している）
- 大阪府立高槻南高等学校（2005年に大阪府立島上高等学校と統合により廃校）
- 高槻市立養護学校（2005年3月廃校）

## 交通

### 鉄道

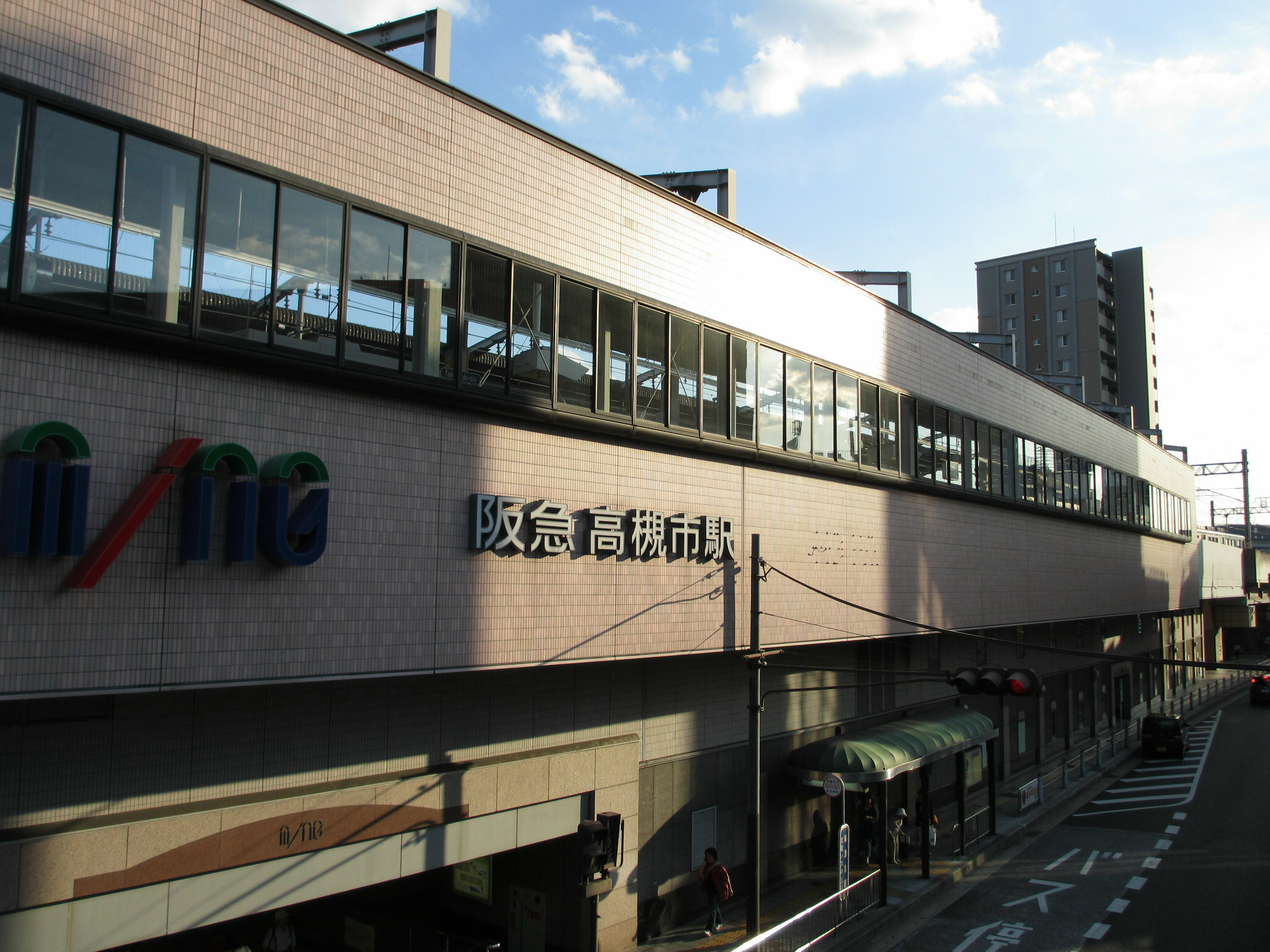
阪急高槻市駅

- 中心となる駅：JR高槻駅、阪急高槻市駅

- 西日本旅客鉄道（JR西日本）
JR京都線：高槻駅 - 摂津富田駅
- 阪急電鉄
阪急京都本線：上牧駅 - 高槻市駅 - 富田駅

このほか、東海道新幹線（JR東海）が市域を通過しているが、駅はない。

### バス路線

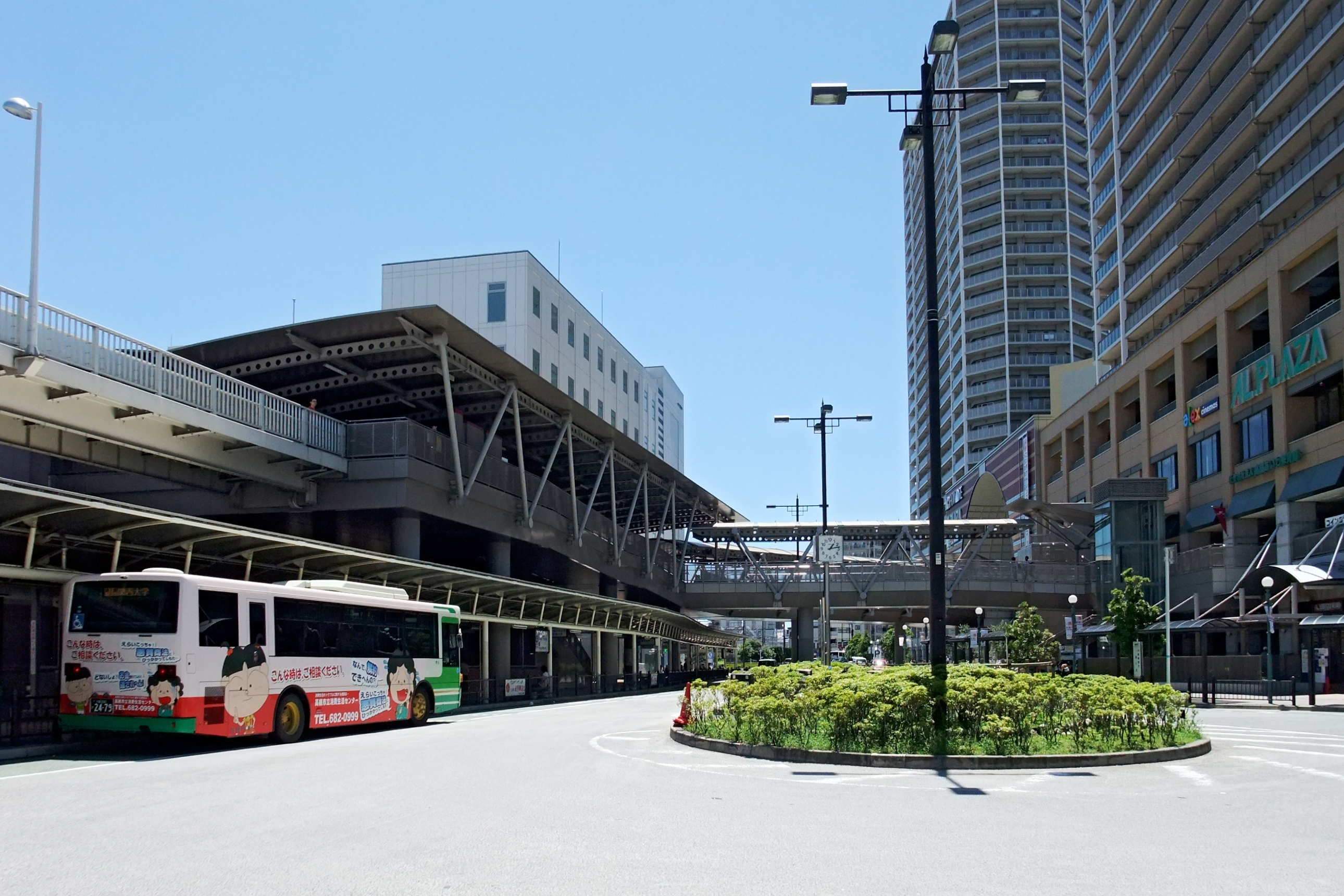
高槻駅北口バスターミナル

- 高槻市営バス
大阪府下で公営によるバスを運営しているのは当市のみ。路線については当該記事を参照。
- 阪急バス - 市の南端にあたる柱本に柱本営業所がある。柱本から茨木・摂津市方面を結ぶ路線を持つが、JR高槻や阪急高槻といった市内中心部に乗り入れる路線は無い。
- 京阪バス - 市内に高槻営業所がある。主に高槻および茨木と枚方を結ぶ路線。
- 高速バス（名神高槻）
以前はJR高槻・阪急高槻発着の渋谷・新宿ゆき（京阪バス）があったが廃止された。
運行会社など詳細は高槻バスストップを参照のこと。

かつては近鉄バスも富田地区と柱本地区に路線があったが、前者は2008年、後者は2017年に廃止となった。

### 道路
東西を走る大動脈的な国道171号線は、かつて右折レーンが少なく渋滞が頻発していた。しかし近年、道幅の拡幅などにより大畑町・八丁畷・今城町交差点などにおいて右折レーンが新設され、渋滞回数は減少している。
かつては市内を通過する名神高速道路にインターチェンジがなく市内を素通りするのみであったが、2017年に新名神高速道路の高槻JCT・IC - 川西IC間が開通（翌2018年に川西IC - 神戸JCT間が開通して山陽自動車道・中国自動車道と接続）したことで市内に同JCTを介して接続する新名神・名神両高速道路の出入口が設置された。

#### 高速道路・有料道路
- 最寄りのインターチェンジ
  - 新名神高速・名神高速高槻IC
  - 名神高速茨木ICが高槻市役所から15分程度。
  - 名神高速・京滋バイパス･京都縦貫自動車道大山崎ICまで20分程度。
  - 近畿自動車道摂津北ICまで25分程度。
  - 阪神高速12号守口線の守口出入口まで30分程度。

#### 一般国道
大阪外環状線として整備された2路線がある。
- 国道170号
- 国道171号

※171号線は170号線の起点となる八丁畷交差点以東の区間も含めて「イナイチ」と呼称されるのが一般的で、「外環（ソトカン）」と呼称されるのは170号線のみである。

#### 主要地方道
- 大阪府道6号枚方亀岡線
- 大阪府道14号大阪高槻京都線および大阪府道14号十三高槻線
- 大阪府道16号大阪高槻線
- 大阪府道17号枚方高槻線
- 大阪府道19号茨木寝屋川線
- 大阪府道46号茨木亀岡線
- 大阪府道67号西京高槻線
- 大阪府道79号伏見柳谷高槻線

#### 一般府道
- 大阪府道115号萩谷西五百住線
- 大阪府道125号安満前島線
- 大阪府道127号摂津富田停車場線
- 大阪府道128号高槻停車場線
- 大阪府道130号高槻市停車場線
- 大阪府道132号高槻茨木線
- 大阪府道133号鳥飼八丁富田線
- 大阪府道138号三島江茨木線
- 大阪府道139号枚方茨木線
- 大阪府道733号柚原向日線

## 文化施設・名所・旧跡・祭事・催事

### ホール・公民館
- 高槻城公園芸術文化劇場
- 高槻市教育センター
- 生涯学習センター
- 総合市民交流センター
- 高槻市立富田ふれあい文化センター（旧高槻市立富田解放会館）
- 障がい者福祉センター（ゆう・あいセンター）

### 図書館
- 高槻市立中央図書館
- 高槻市立中央図書館ミューズ子ども分室（関西大学高槻ミューズキャンパス内）
- 高槻市立小寺池図書館
- 高槻市立芝生図書館
- 高槻市立阿武山図書館
- 高槻市立服部図書館

### 博物館・美術館・史料館

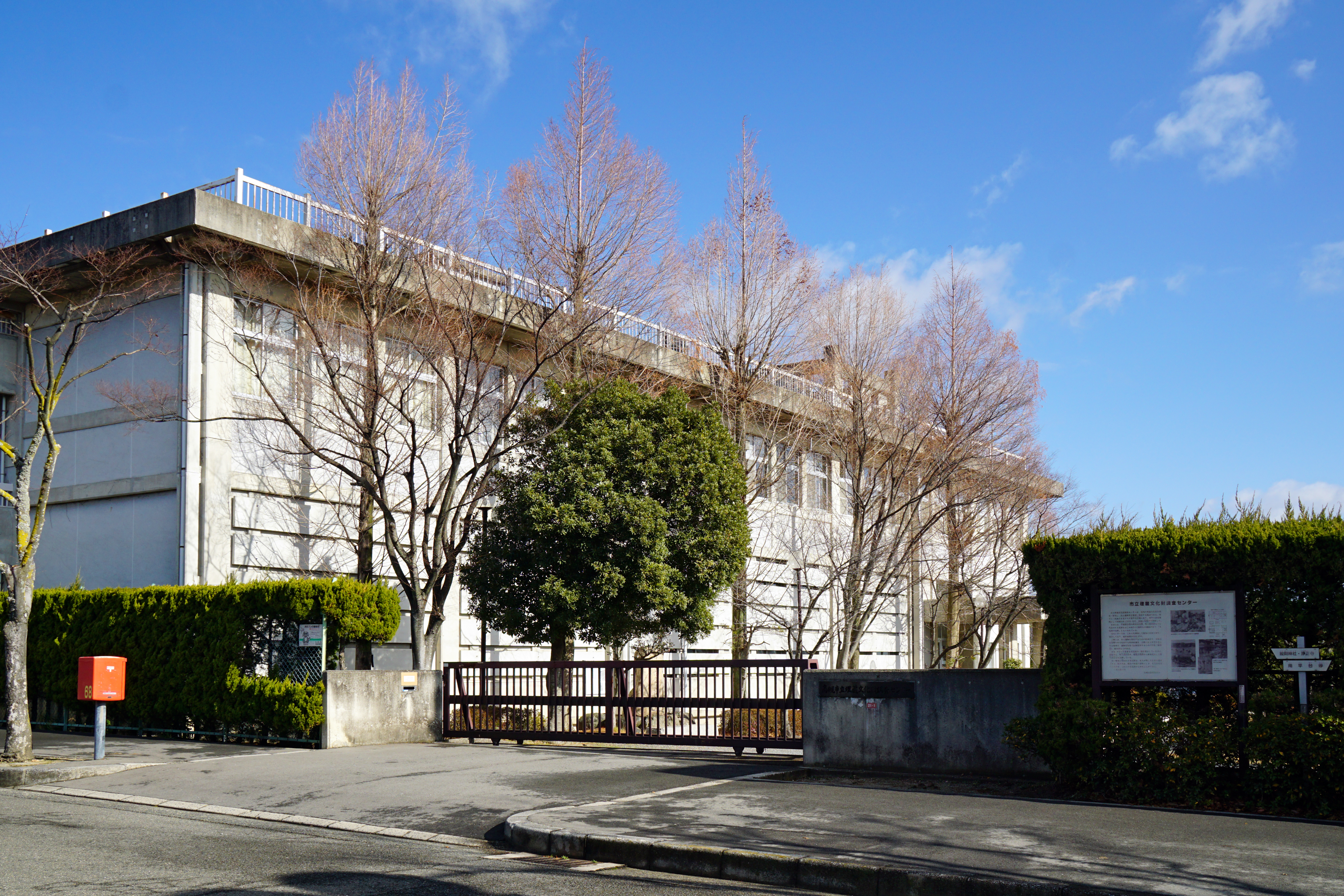
高槻市立埋蔵文化財調査センター

- JT生命誌研究館
- 高槻市立歴史民俗資料館
- 高槻市立しろあと歴史館
- 芥川緑地資料館
- ハニワ工場公園
- 高槻市立埋蔵文化財調査センター
- 三好達治記念館
- 高槻市立今城塚古代歴史館

### 体育施設
- 芥川緑地プール（プールピア、テニスコート）
- 総合スポーツセンター（体育館、テニスコート、陸上競技場）
- 萩谷総合公園（サッカー場、テニスコート、野球場）
- 古曽部防災公園（体育館、スタジアム）

#### スタジアム
- 古曽部防災公園野球場
- 陸上競技場（総合スポーツセンター）
- 萩谷総合公園野球場

#### プール
- 市民プール（芝生町4丁目）
- クリンピア前島（前島熱利用センター）
- 芥川緑地プール「ぷーるぴあ」→2016年閉館
- 番田温水プール（番田熱利用センター）

#### 体育館
- 総合体育館（総合スポーツセンター）
- 古曽部防災公園体育館

#### テニスコート
- スポーツセンターテニスコート（総合スポーツセンター）
- 西大樋テニスコート
- 郡家テニスコート
- 萩谷総合公園テニスコート
- 芥川緑地テニスコート

#### グランド
- 青少年運動広場（総合スポーツセンター）
- 南大樋運動広場
- 津之江公園運動広場
- 堤運動広場
- 牧田運動広場
- 庄所運動広場
- 城跡公園野球場（野見町）
- 桃園小学校
- 阿武山小学校

### 福祉施設
- 高槻市立療育園
- 高槻市立うの花療育園

### 公園
自然公園

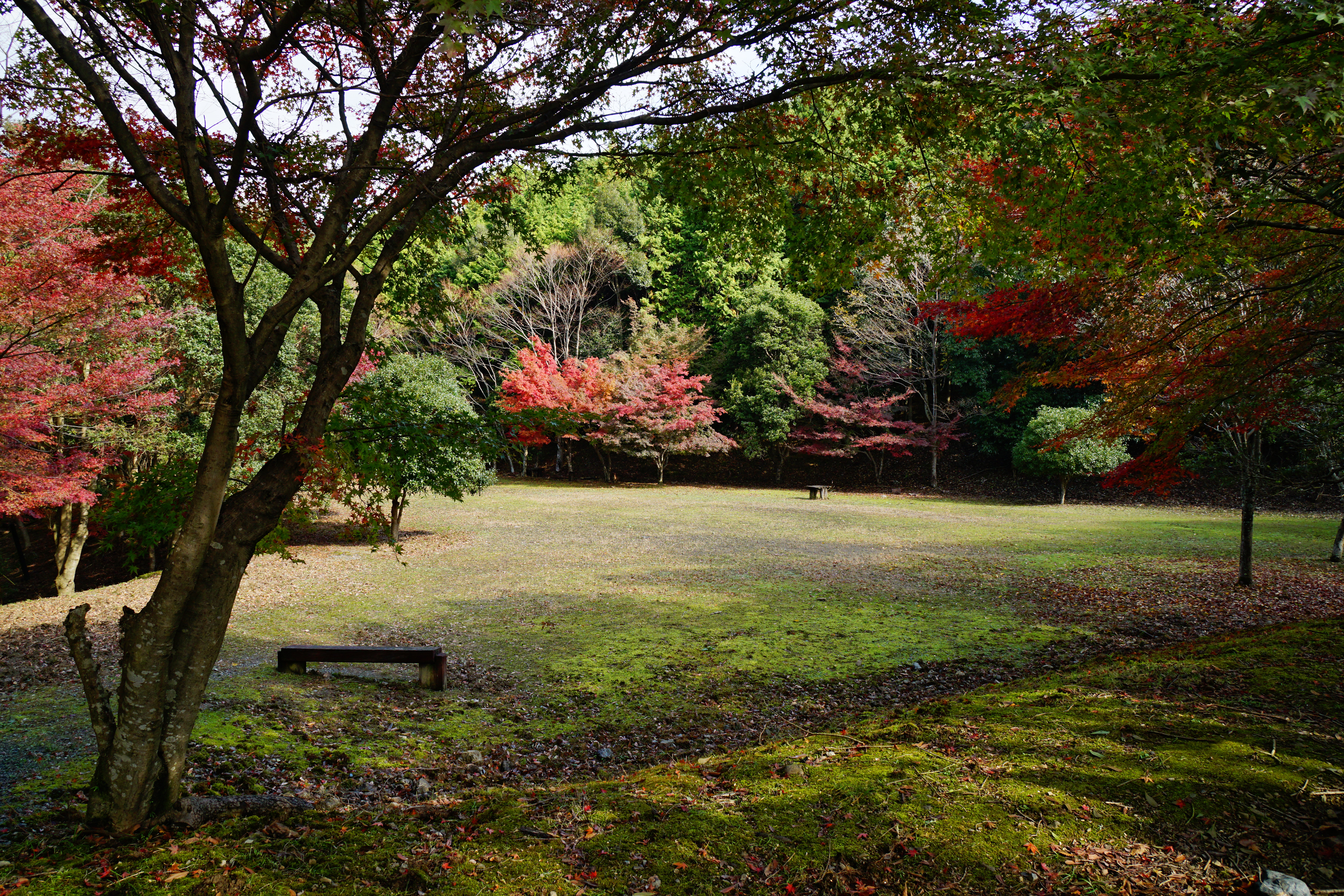
大阪府立北摂自然公園

- 大阪府立北摂自然公園 - 大字原、大字川久保（2,594ha）

国営公園
- 淀川河川公園 - 大塚、三島江（242.3ha）

総合公園
- 萩谷総合公園 - 大字萩谷（35ha）

風致公園

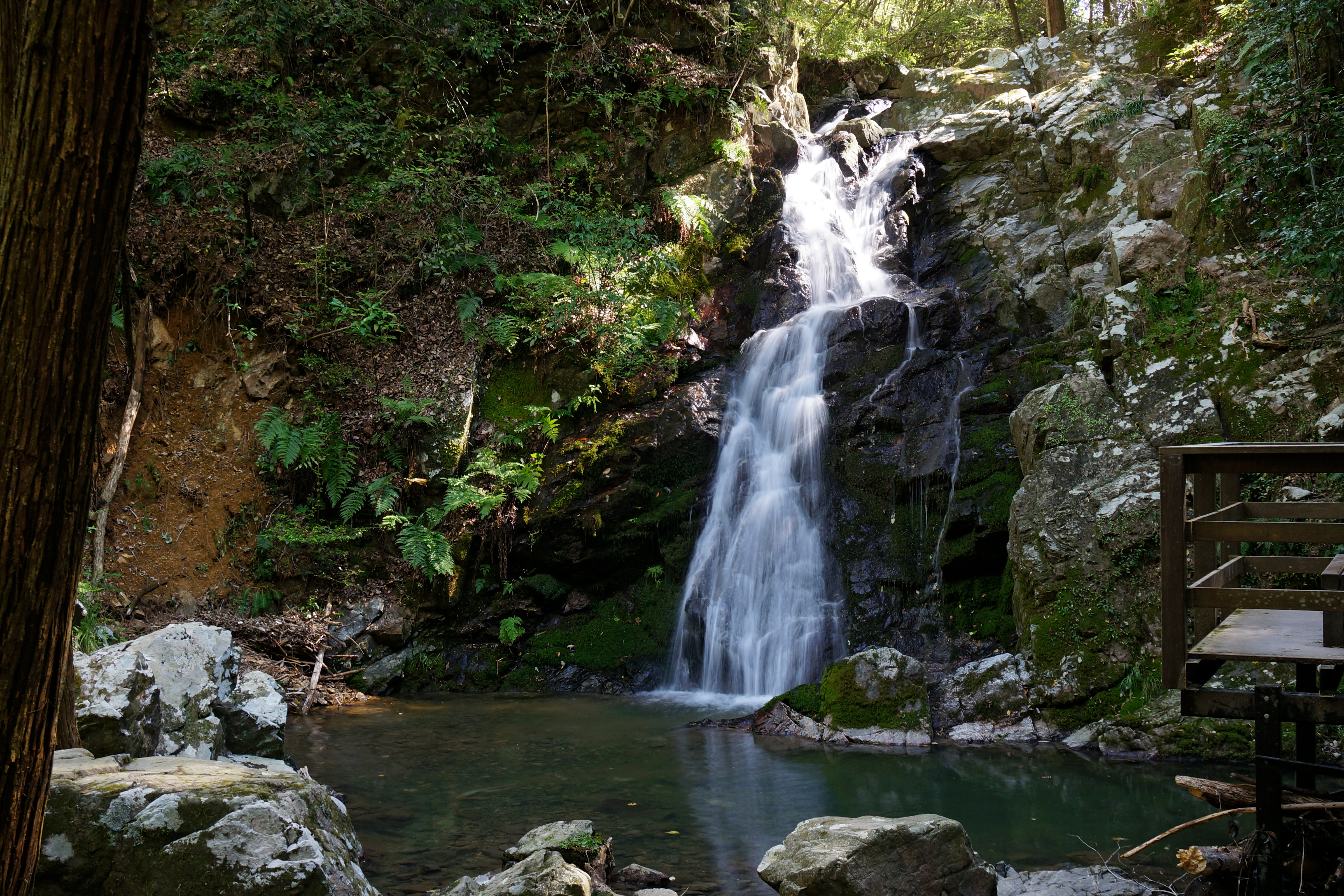
摂津峡公園の白滝

- 摂津峡公園 - 大字原ほか（37.2ha）

歴史公園
- 高槻城公園（旧 城跡公園）- 城内町、野見町（4.44ha）
- 安満遺跡公園 - 八丁畷町（15ha）
- 史跡今城塚古墳 - 郡家新町（8.5ha)

墓園
- 安満山墓園 - 安満御所の町（33ha）

主な都市公園
高槻市には、190以上の都市公園と360か所を超える児童遊園があり、都市公園の総面積は約164ha、市民一人あたりの公園面積は約4.6m2となっている（2005年度の一人当たりの全国平均公園面積は、9.01m2、大阪府平均は、4.97m2）。しかし、市民一人あたりの公園面積には自然公園や鎮守の森や社寺などの緑地は入っておらず、実際の緑地は数値よりも多く感じられる。
- 芥川公園 - 南芥川町（1.0ha）
- 芥川緑地 - 南平台5丁目（8.3ha）
- 上の池公園 - 阿武野2丁目（2.7ha）
- 南平台中央公園 - 南平台5丁目（1.2ha）
- 緑が丘公園 - 緑が丘2丁目（1.9ha）
- 古曽部防災公園 - 古曽部町3丁目ほか（4.5ha）
- 清水池公園（計画）- 川西町3丁目（2.2ha）
- 津之江公園（計画）- 津之江2丁目（3.0ha）

### レジャー

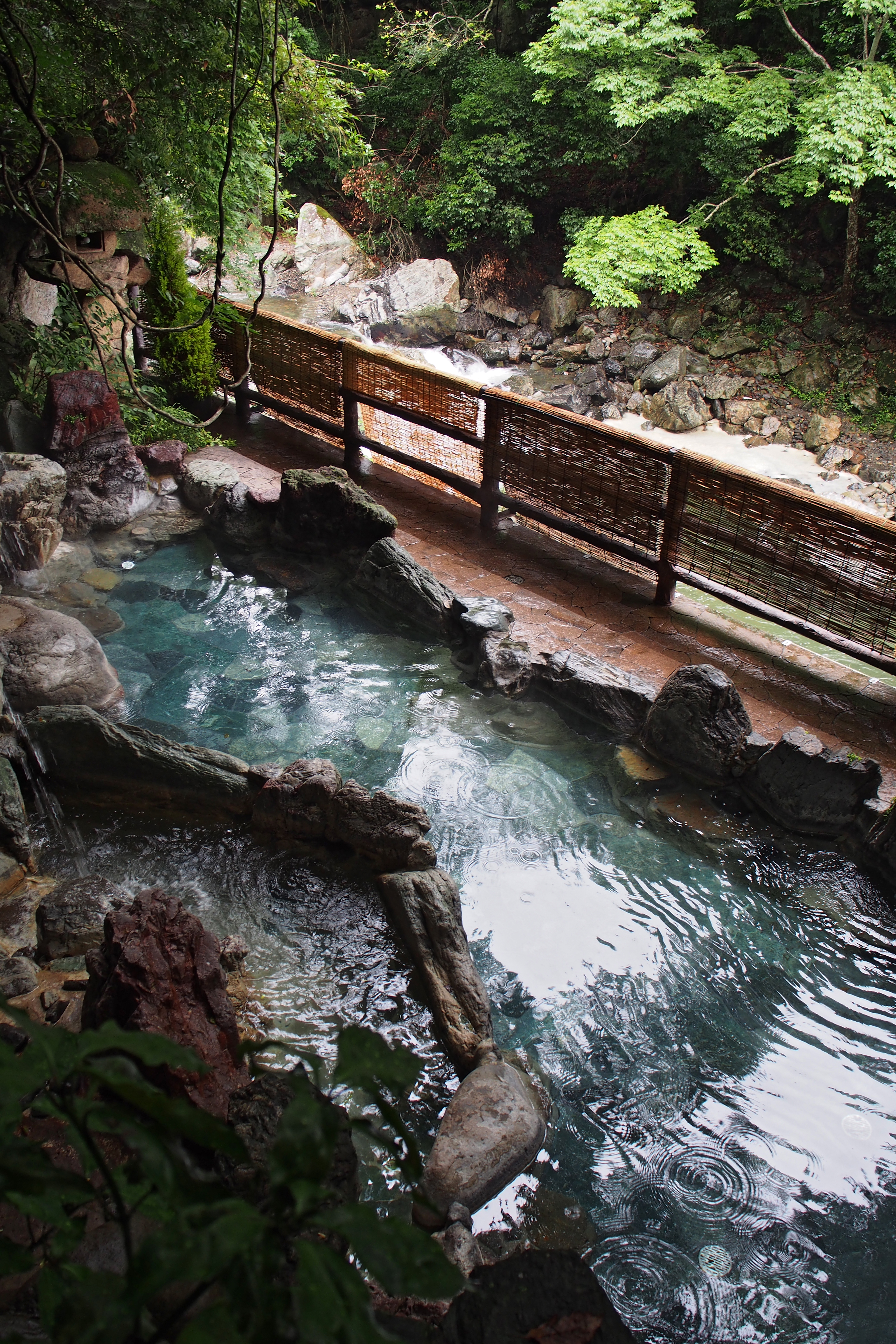
摂津峡温泉

- あくあぴあ芥川
- 摂津峡（府指定名勝、大阪みどりの百選）
- 摂津峡温泉
- 高槻森林観光センター
- 高槻樫田温泉
- 川久保水源の森（水源の森100選）
- 芥川漁協組合（鮎の飼育・放流・鮎釣）
- 鵜殿のヨシ原（大阪みどりの百選）
- 本山寺と神峰山の森（大阪みどりの百選）
- 普門寺庭園（国指定の名勝）
- 太閤道

#### 景勝地

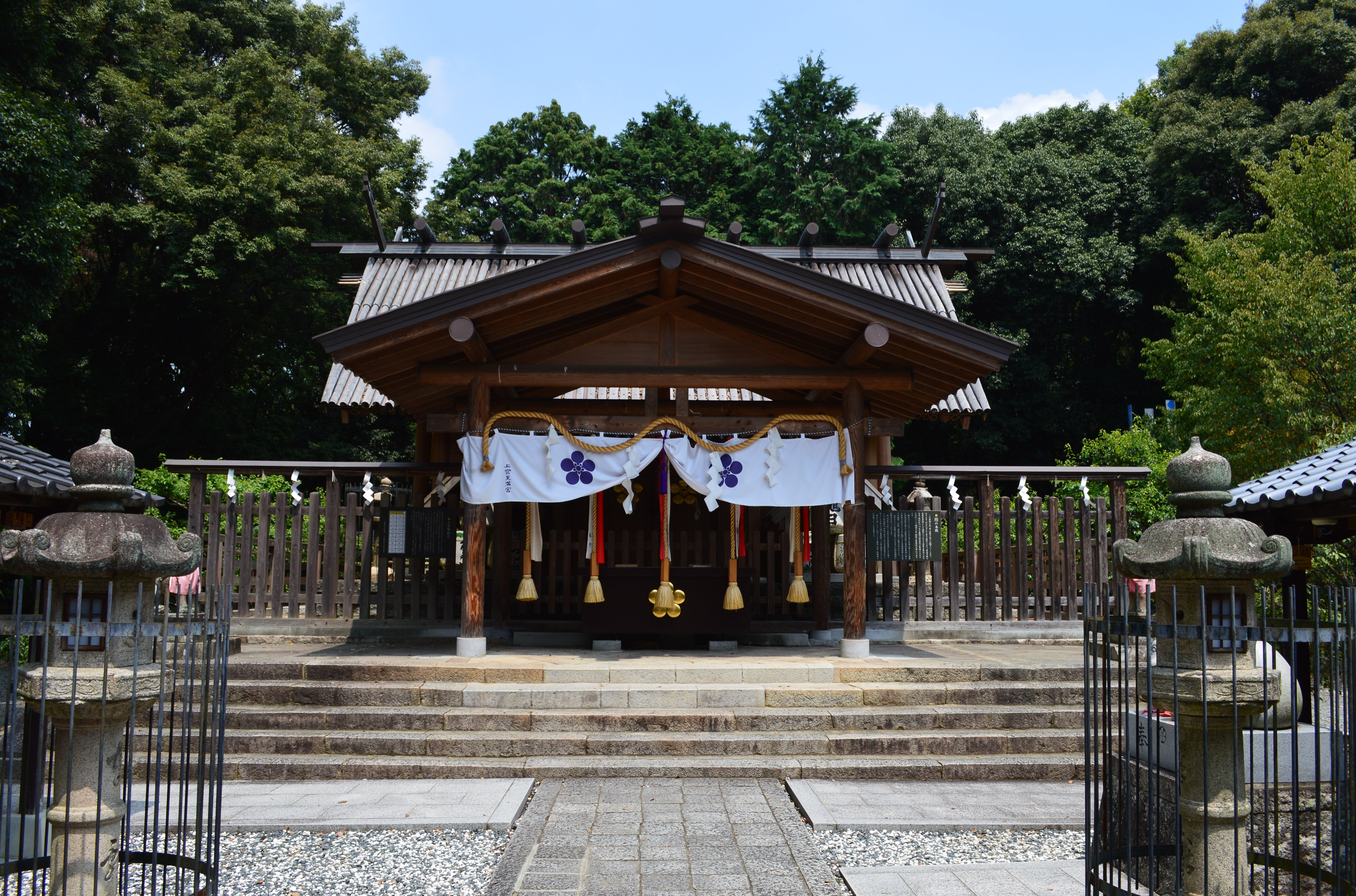
上宮天満宮の拝殿

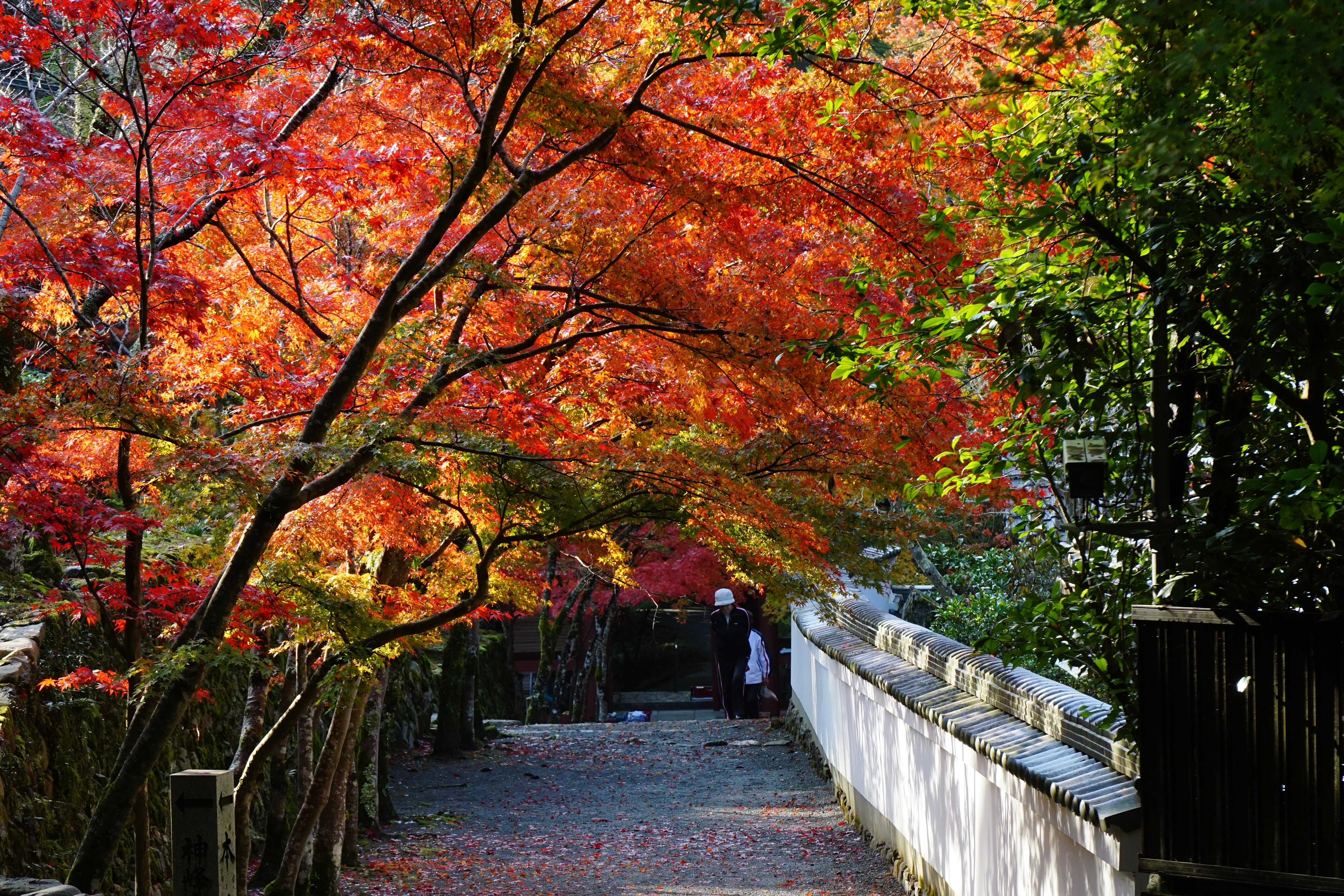
神峯山寺参道の紅葉

高槻八景
昭和6年（1931年）に大高槻町が誕生したのを機に、「高槻保勝会」によって選定された。
- 上宮天満宮
- 芥川堤櫻
- 摂津耶馬渓
- 神峰山寺
- 北山本山寺
- 能因塚
- 八丁松原
- 淀川

原八景
明治26年（1893年）に神峰山寺の近藤住職が提唱した。
- 川原夕照（芥川）
- 浄圓暮鐘（浄圓寺）
- 横山秋月（横山天神社）
- 宮下落雁（雲谷川）
- 大森晴嵐（大森橋）
- 京坂帰牛（牛地蔵）
- 神峯夜雨（神峯山寺）
- 本山暮雪（本山寺）

富田十勝
富田の漢詩人、坂田十松が詠んだ風景「富田十勝詩」による。
- 天神山紅葉（昭和台町）
- 築山紅梅（教行寺）
- 柳川蛍火（柳川）
- 筒井池夕照（筒井池）
- 前野帰牧（柳川町・西町）
- 別院松籟（本照寺）
- 塔前桜花（慶瑞寺）
- 三輪清曉（三輪神社）
- 古墳鳴蛩（清蓮寺）
- 獅林暮鐘（普門寺）

### 旧跡

#### 寺院・神社

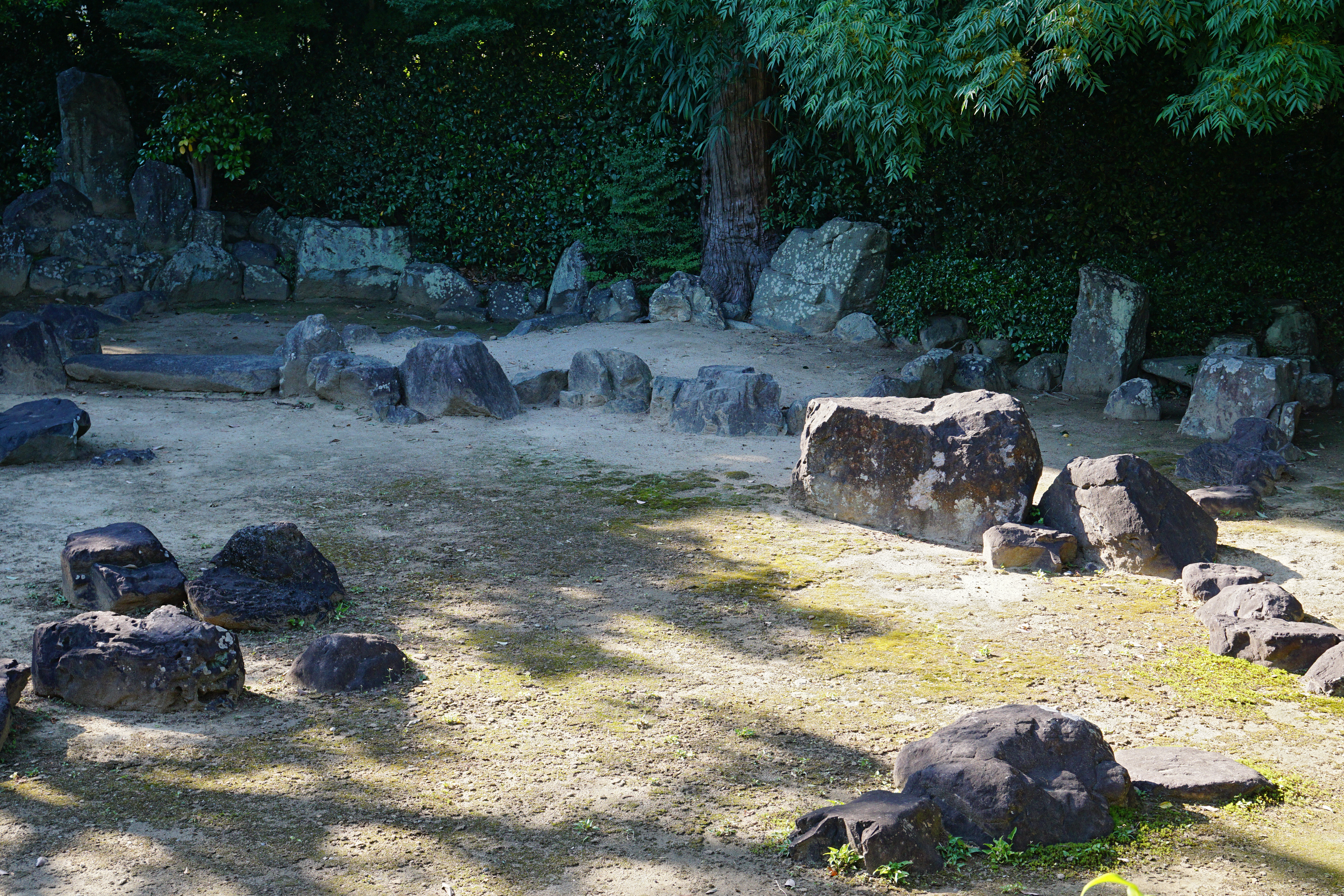
普門寺庭園（国の名勝）

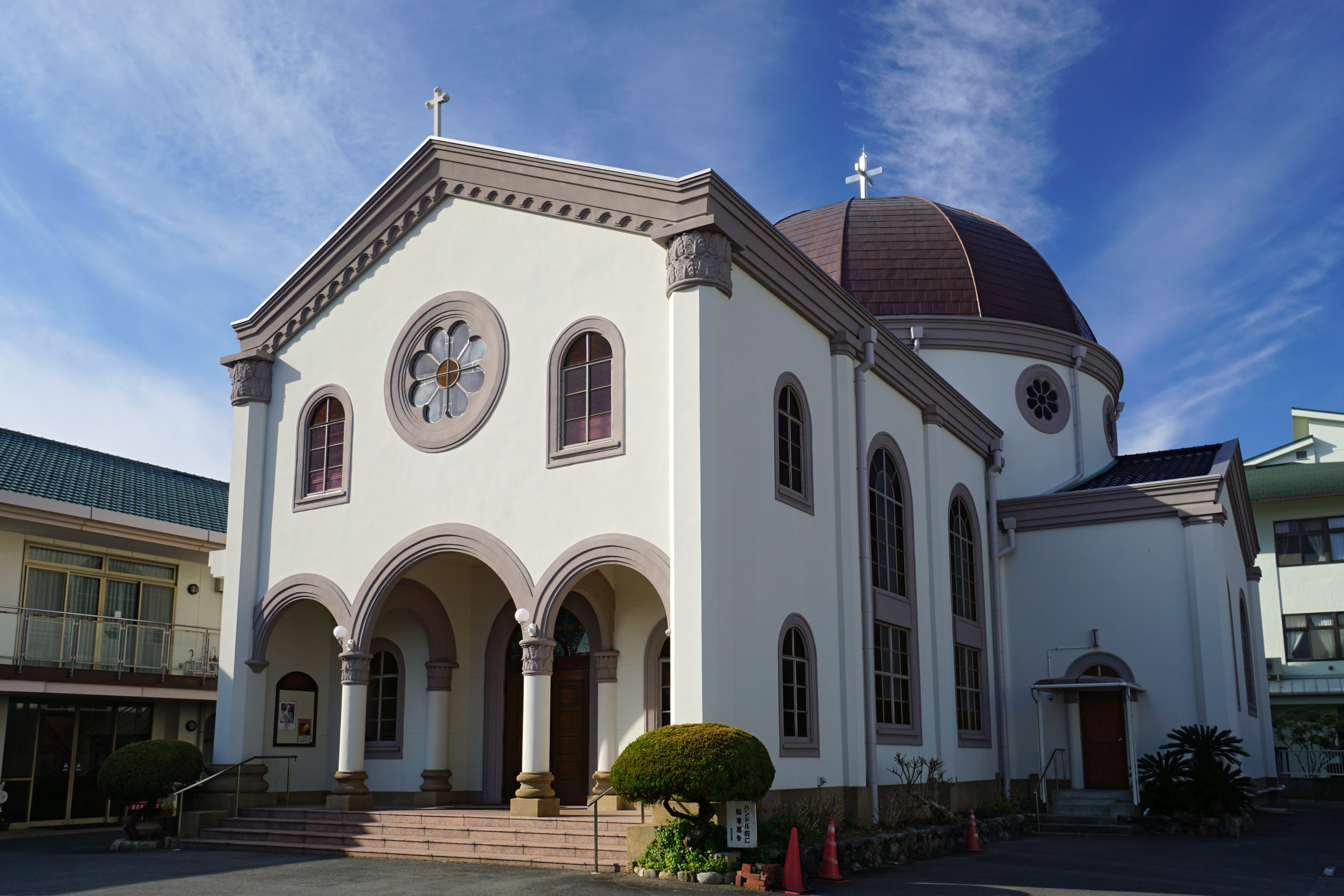
カトリック高槻教会

- 阿久刀神社
- 安岡寺
- 伊勢寺
- 磐手杜神社
- 上宮天満宮
- 大塚神社
- 神峰山寺
- 神服神社
- 鴨神社
- 教行寺
- 教宗寺
- 金龍寺跡
- 慶瑞寺
- 本山寺
- 本照寺
- 普門寺
- 野見神社
- 三島鴨神社
- 三輪神社
- 八阪神社
- 樫船神社
- カトリック高槻教会

#### 古墳・遺跡
- 阿武山古墳
- 今城塚古墳
- 岡本山古墳
- 塚原古墳群
- 闘鶏山古墳
- 昼神車塚古墳
- 弁天山古墳
- 安満遺跡
- 上田部遺跡
- 古曽部・芝谷遺跡
- 嶋上郡衙跡
- 新池埴輪製作遺跡
- 天神山遺跡
- 宮田遺跡

#### 城跡・碑

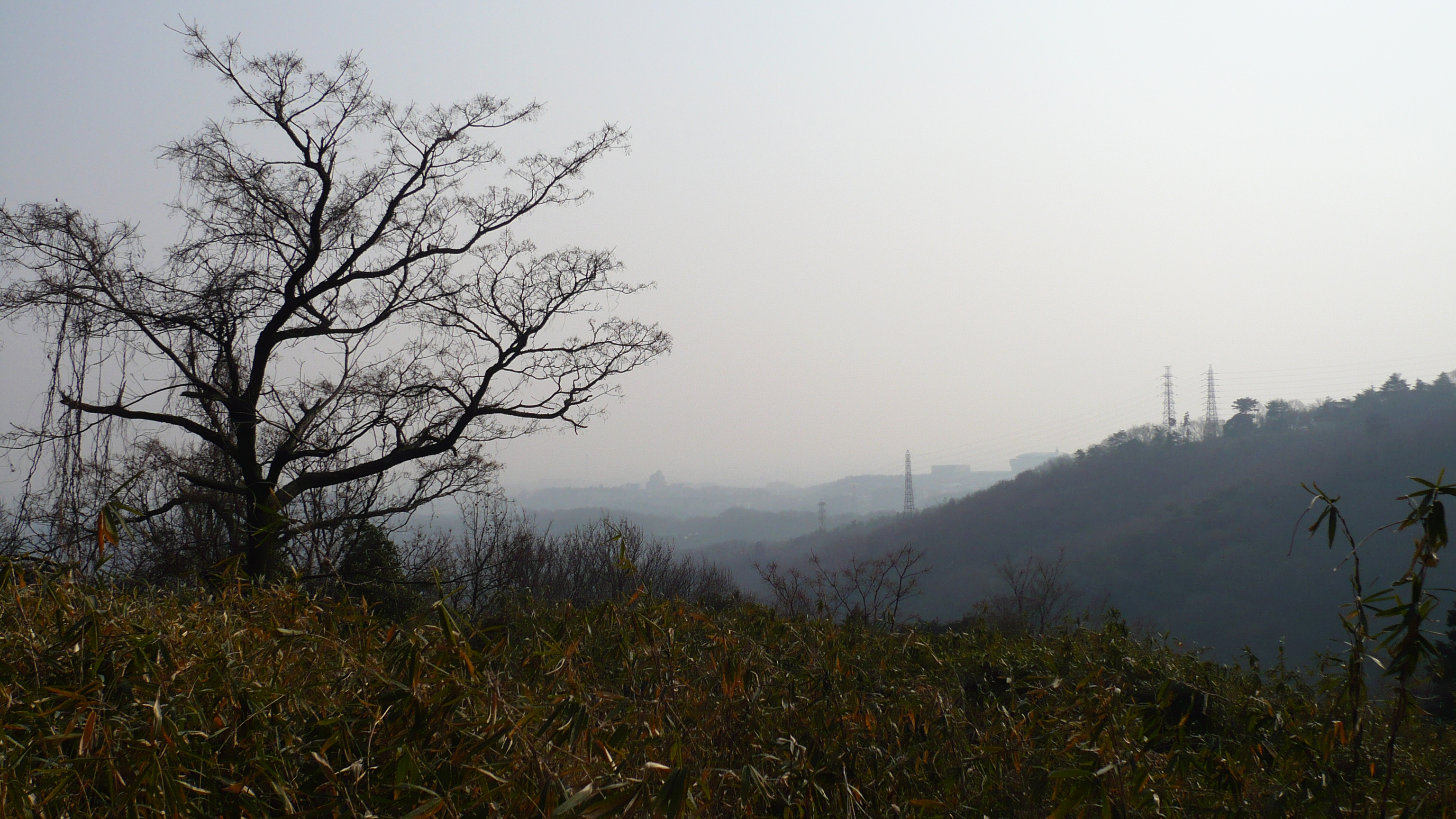
芥川山城本丸跡からの眺望

- 高槻城址
- 芥川城址
- 芥川山城址
- 西国街道芥川一里塚
- 高山右近高槻天主教会堂跡

### 祭り・イベント
- 本山寺・神峯山寺火渡り（1月上旬）
- えびす祭り〔野見神社〕（1月10日）
- 大どんど焼き〔東天川・檜尾川河川敷〕（1月15日）
- 安岡寺火渡り（2月1日）
- 天神祭〔上宮天満宮〕（2月25日 - 26日）
- 盆梅展〔高槻市役所〕（2月下旬）
- 鵜殿のヨシ原焼き（2月または3月）
- たかつき和太鼓フェスティバル〔高槻城公園芸術文化劇場〕（3月中旬）
- たかつき芸能フェスティバル〔高槻城公園芸術文化劇場〕（3月中旬）
- 春祭歩射神事：通称「大蛇祭」〔八阪神社〕（4月第1日曜日）
- 摂津峡さくら祭り（4月上旬）
- レンゲの里〔三島江〕（4月中旬）
- 高槻ジャズストリート〔JR/阪急高槻駅周辺〕（5月3日 - 4日）
- 神輿渡御神事：通称「馬祭」〔磐手杜神社〕（5月5日）
- 春季恒例祭〔三輪神社〕（5月5日）
- こいのぼりフェスタ〔芥川桜堤公園〕（5月上旬）
- みどりのカーニバル〔あくあぴあ芥川〕（5月上旬）
- 大園芸フェア〔植木団地〕（5月上旬）
- 市民フェスタ高槻まつり〔市民グランド〕（8月第1土日曜日）
- 富田まつり〔富田支所前広場〕（8月第2土曜日）
- 市美術展覧会〔高槻城公園芸術文化劇場〕（9月中旬）
- 水都くらわんか花火大会〔淀川河川公園大塚地区〕（9月中旬）[19]
- 食の文化祭「ジャズとグルメフェア」〔市民グランド〕（10月上旬）
- 東天川のだんじり祭り〔春日神社〕（10月9-10日）
- 秋季恒例祭〔三輪神社〕（10月10日）
- コスモスロード〔三島江〕（10月中旬）
- 菊花展〔高槻市役所〕（10月下旬-11月上旬）
- 大園芸フェア〔植木団地〕（10月下旬-11月上旬）
- 郡家ひまわりとコスモス鑑賞会（10月下旬-11月上旬）
- 高槻アート展覧会〔高槻センター街〕（11月1日）
- 農林業祭〔市民グランド〕（11月中旬）
- 勤請掛け〔神峰山寺、本山寺、安岡寺〕（12月下旬）
- カルタ会〔伊勢寺〕（12月20日）

### スポーツイベント
- 高槻シティ国際ハーフマラソン（1月）
- 高槻クロスカントリーレース（3月）
- 市民スポーツ祭（10月）
- チャレンジ・ザ・ウォーク（10月）

### 文化財

#### 国指定等文化財
- 国宝・重要文化財一覧

| 指定区分   | 種別     | 名称                                       | 所在地   | 所有者又は管理者               | 指定年月日                | 備考                                                                                |
| ---------- | -------- | ------------------------------------------ | -------- | ------------------------------ | ------------------------- | ----------------------------------------------------------------------------------- |
| 国宝       | 考古資料 | 金銅石川年足墓誌 附:木櫃残欠（銅釘付）一括 | 月見町   | 個人（大阪歴史博物館に寄託）   | 昭和27年（1952年）3月29日 | 墓誌は奈良時代の貴族、石川年足（いしかわのとしたり）のもの                          |
| 重要文化財 | 建造物   | 普門寺方丈                                 | 富田町   | 普門寺                         | 昭和52年（1977年）1月28日 | 永禄期の建築で、襖絵は狩野安信、直原玉青                                            |
| 〃         | 彫刻     | 木造聖観音立像 2躯                         | 原       | 神峯山寺                       | 明治45年（1912年）2月8日  | 一木造りで平安時代中期と後期の作                                                    |
| 〃         | 〃       | 木造阿弥陀如来坐像                         | 原       | 〃                             | 明治45年（1912年）2月8日  | 寄木造りで平安時代後期の作                                                          |
| 〃         | 〃       | 木造聖観音立像                             | 原       | 本山寺（奈良国立博物館に寄託） | 大正2年（1913年）4月14日  | 平安時代後期の作で堅木の一木造                                                      |
| 〃         | 〃       | 木造毘沙門天立像                           | 原       | 本山寺                         | 大正2年（1913年）4月14日  | 平安時代後期の作、本山寺本尊。鞍馬山、信貴山とともに日本三毘沙門天の1つともいわれる |
| 〃         | 〃       | 木造千手観音坐像                           | 浦堂本町 | 安岡寺                         | 昭和49年（1974年）6月8日  | 10世紀後半の典型的な姿を示す四十二臂の千手観音坐像。木造寄木造                      |
| 〃         | 〃       | 木造菩薩坐像                               | 昭和台町 | 慶瑞寺                         | 平成元年（1989年）6月12日 | 昭和61年（1986年）に発見。8 - 9世紀ごろの作とされる                                 |
| 〃         | 考古資料 | 安満宮山古墳出土品                         | 南平台   | 文化庁（高槻市教育委員会保管） | 平成12年（2000年）6月27日 | 銅鏡5面、鉄製品9点、ガラス小玉一括 附:苧麻布片2点                                   |

- 重要美術品一覧

| 種別   | 名称     | 所在地 | 所有者又は管理者 | 認定年月日                | 備考                                               |
| ------ | -------- | ------ | ---------------- | ------------------------- | -------------------------------------------------- |
| 工芸品 | 石造燈籠 | 天神町 | 上宮天満宮       | 昭和17年（1942年）5月30日 | 旧「重要美術品等ノ保存ニ関スル法律」による認定物件 |

- 登録有形文化財一覧

| 種別   | 名称                                                       | 所在地     | 所有者又は管理者 | 登録年月日                | 備考                                                                                  |
| ------ | ---------------------------------------------------------- | ---------- | ---------------- | ------------------------- | ------------------------------------------------------------------------------------- |
| 建造物 | 大阪医科大学看護専門学校校舎（旧大阪高等医学専門学校別館） | 大学町     | 大阪医科大学     | 平成15年（2003年）7月17日 | ヴォーリズ建築事務所の設計による医学専門学校の別館。鉄筋コンクリート造3階建           |
| 〃     | 長谷川家住宅主屋                                           | 東五百住町 | 個人             | 平成17年（2005年）8月17日 | 木造平屋建、瓦葺、建築面積136m2                                                       |
| 〃     | 古畑家住宅 主屋他7棟                                       | 大字中畑   | 個人             | 平成20年（2008年）7月23日 | 江戸期に庄屋を務めた有力農家の屋敷。主屋、長屋門（馬上門）、離れや土蔵など合わせて8棟 |

- 記念物一覧

| 種別       | 名称                         | 所在地           | 所有者又は管理者 | 指定年月日                 | 備考                                                                                     |
| ---------- | ---------------------------- | ---------------- | ---------------- | -------------------------- | ---------------------------------------------------------------------------------------- |
| 史跡       | 今城塚古墳附新池埴輪製作遺跡 | 郡家新町・上土室 | 高槻市           | 昭和33年（1958年）2月18日  | 附（つけたり）の新池埴輪製作遺跡は平成3年（1991年）7月に追加指定                         |
| 〃         | 嶋上郡衙跡附寺跡             | 清福寺町他       | 〃               | 昭和46年（1971年）5月27日  | 郡寺は飛鳥時代後期、7世紀に創建され、平安時代中ごろまで続いたと考えられている            |
| 〃         | 阿武山古墳                   | 奈佐原           | 〃               | 昭和58年（1983年）8月30日  | 葬られた人物は、大織冠・中臣鎌足とする説が有力                                           |
| 〃         | 安満遺跡                     | 八丁畷町         | 〃               | 平成5年（1993年）11月19日  | 弥生時代の環濠集落跡。集落は鎌倉時代まで続いたと考えられている                           |
| 〃         | 闘鶏山古墳                   | 氷室町・上土室   | 〃               | 平成14年（2002年）12月19日 | 古墳時代前期（4世紀前半）の王墓                                                          |
| 名勝       | 普門寺庭園                   | 富田町           | 〃               | 昭和56年（1981年）8月28日  | 平成12年（2000年）12月13日、境内ほぼ全域が日本の名勝に追加指定（拝観可 志納金要）        |
| 天然記念物 | 冨寿栄黒松                   | 富田町           | 本照寺           | 昭和12年（1937年）         | 推定樹齢が約700年『富寿栄の松』と呼ばれる。昭和46年（1971年）3月16日、枯死のため指定解除 |

#### 大阪府指定文化財
有形文化財
- 建造物
  - 本山寺石造宝篋印塔
- 彫刻
  - 廣智寺木造多臂観世音菩薩立像
- 考古資料
  - 教宗寺石槽
  - 八阪神社石槽
  - 石塚古墳四霊三瑞鏡
  - 郡家今城遺跡出土石器196点 附 チップ・礫一括

民俗文化財
- 無形民俗文化財
  - 淀川三十石船船歌

記念物
- 史跡
  - 高槻城跡
  - 高山右近高槻天主教会堂跡
  - 西国街道芥川一里塚
- 名勝
  - 摂津峡
- 天然記念物
  - 出灰素盞嗚神社のカツラ

#### 高槻市指定文化財
有形文化財
- 建造物
  - 旧笹井家住宅
  - 清福寺太子堂
  - 本照寺本堂
  - 永井神社社殿 附 棟札4枚・高槻城絵馬1面
  - 永井神社唐門
  - 三輪神社社殿 附 棟札2枚・奉加帳序1巻
  - 三輪神社絵馬所
  - 三輪神社末社春日社 附 玉垣
  - 本照寺山門 附 石橋
  - 本照寺東門
- 工芸品
  - 本照寺鐘楼
- 彫刻
  - 木造大日如来坐像
  - 木造不動明王立像
- 書跡・典籍
  - 三好長慶水論裁決状（永禄弐年五月十九日）及び三好家奉行衆連判裁許井手絵図 2巻
  - 芥川宿絵図
  - 本山寺文書 2巻
  - 葉間家文書 3巻
  - 天川水帳2冊（高山帳）
  - 富田村文禄検地帳 9冊
  - 高槻村文禄検地帳 1冊
  - 高槻村元和検地帳 1冊
  - 富田村延宝検地帳 3冊

民俗文化財
- 有形民俗文化財
  - 成合春日神社 雨乞祭具一式
- 無形民俗文化財
  - 磐手杜神社の神輿渡御神
  - 八阪神社の春祭歩射神事

記念物
- 史跡
  - 下田部高札場
  - 伝能因法師墳 附 文塚、不老水、花の井

### 大阪ミュージアム登録物
ベストセレクション
- みどり・自然部門 - 摂津峡
- 食・生活部門 - 原のどぶろく
- 祭り・イベント部門 - 高槻ジャズストリート

登録物一覧
- JT生命誌研究館
- こいのぼりフェスタ1000
- コスモスロード・れんげの里
- サッカーのまち高槻
- 鵜殿のヨシ原焼き
- 芥川
- 芥川緑地資料館（あくあぴあ芥川）
- 原のどぶろく
- 原地区の里地里山
- 原八景
- 高槻うどんギョーザ
- 高槻の寒天づくり
- 高槻まつり
- 高槻クロスカントリー大会
- 高槻シティ国際ハーフマラソン
- 高槻ジャズストリート
- 高槻市立しろあと歴史館
- 高槻城跡
- 高槻森林観光センター
- 高槻太鼓
- 今城焼
- 今城塚古墳
- 三箇牧トマト
- 新池ハニワ工場公園
- 西国街道・芥川宿
- 青龍三年の丘　安満宮山古墳
- 摂津峡
- 大阪医科大学歴史資料館
- 富田の酒造り
- 富田町のまちなみ
- 普門寺
- 服部シロウリ
- 八坂神社の春祭歩射神事
- 磐手杜神社の神輿渡御神事
- 淀川三十石船舟唄全国大会
- 大宅壮一顕彰碑
- アートdeわくわくストリート
- 三好達治記念館
- 玉川の里
- 高槻産しいたけ
- 梶原特産「たけの子」

## 高槻市出身の著名人

### 政治・行政
- 礒村弥右衛門（政治家、初代高槻市長）
- 中井啓吉（政治家、第2代高槻市長）
- 江村利雄（政治家、第16代高槻市長、学校法人常翔学園評議員会議長）
- 赤坂マリア（京都府亀岡市議会議員、トランスジェンダー）
- 高碕達之助（第16代通商産業大臣、名誉市民）
- 池下卓（政治家、大阪府議会議員、衆議院議員）
- 滝澤依子（警察官僚、史上初の警察本部女性部長）
- 山本巧（国土交通省道路局長）[20]

### 経済
- 谷郷元昭（実業家、起業家）

### 学者
- 稲継裕昭（行政学者）
- 川口美貴（労働法学者）
- 坂井利之（工学者）
- 高橋智隆（ロボットクリエイター）
- 寺田努（工学者）
- 西谷正（考古学者）
- 登大遊（研究者、プログラマ）
- 深尾葉子（翻訳者）
- 藤井光（英文学者、翻訳家）
- 森田克行（考古学者）

### 芸術・文化
- 口笛太郎（口笛奏者）
- 佐藤しのぶ（ソプラノ歌手）
- 田中晶子（ヴァイオリン奏者）
- NAOTO（ヴァイオリン奏者）
- 森悠子（ヴァイオリン奏者）
- 蓑輪裕之（ジャズ・ベーシスト）
- 平間さと子（ピアニスト）
- 蔵人健吾（漫画家）
- 坂田靖子（漫画家）
- 高槻ナギー （漫画家）
- 山田可南（漫画家）
- 矢野健太郎（漫画家）
- 葉月京（漫画家）
- サラ・イネス（漫画家）
- MOTOKO（写真家）
- 山本建三（写真家）
- かねひさ和哉（アニメーション作家、アニメーション史研究家）
- 朱雀門出（作家）
- 大野裕之（脚本家、チャップリン研究家、「そこまで言って委員会NP」などのコメンテーター）
- 森下佳子（脚本家）
- 西村公朝（仏師）
- 本多正識（漫才作家）
- 浦野真彦（将棋棋士）
- 東和男（将棋棋士）
- 古森悠太（将棋棋士）
- 佃亜紀子（囲碁棋士）

### スポーツ
- 織田信成（プロフィギュアスケーター）
- 福永春吾（野球選手）
- 愛敬尚史（野球選手）
- 福田岳洋（野球選手）
- 入江稔夫（水泳選手）
- 梅鉢貴秀（サッカー選手）
- 喜多靖（サッカー選手）
- 児玉新（サッカー選手）
- 倉田秋（サッカー選手)
- 斉藤大介（サッカー選手）
- 西紀寛（サッカー選手）
- 二川孝広（サッカー選手）
- 杉山弘一（サッカー指導者）
- 守田英正（サッカー選手）
- 東口順昭（サッカー選手）
- 吉田康幸（サッカー選手）
- 畑中美友香（サッカー選手）
- 土井暉仁（ラグビー選手）
- 中野幹（ラグビー選手）
- 金丸祐三（陸上選手）
- 佐野優子（元バレーボール日本代表）
- 岡野弘子（バレーボール日本代表）
- 丸山敦（プロレスラー）
- 小山寛大（プロレスラー）
- 直井敏光（プロレスラー）
- 福永亮次 (プロボクサー)
- 中野信治（カーレーサー）
- 繁田健一（騎手）
- 多田羅誠也（騎手）

### 芸能
- イーちゃん（マリアのメンバー、お笑い芸人）
- 飯星景子（エッセイスト）
- ウルフルケイスケ（ミュージシャン。たかつき観光大使[21]）
- エンジンコータロー（お笑い芸人）
- 押谷沙樹（シンガーソングライター）
- 熊本麻美（ラジオパーソナリティ）
- 黒木華（女優）
- 小牧リサ（女優、秘密戦隊ゴレンジャー）
- 小出水直樹（シャンプーハット）
- 小寺真理（吉本新喜劇）
- 後藤秀樹（お笑い芸人）
- SEELA（ベーシスト、D'ERLANGER）
- 鮫島幸恵（吉本新喜劇）
- はたけ（ミュージシャン、ギタリスト/シャ乱Qのリーダー）
- 入江美由紀（ミュージシャン/JITTERIN'JINNのメンバー）
- JIN（ミュージシャン、元Pay money To my Painのメンバー）
- SPLAY（バンド）
- セイワ太一（エルシャラカーニのメンバー、お笑い芸人）
- 田中一彦（スーパーマラドーナ）
- 田村亮（ロンドンブーツ1号2号）
- 島川学（へびいちご）
- ぽっぽ（ドキドキ☆純情ガールズ）
- 時枝里好（ミュージカル俳優）
- 永崎翔（シンガーソングライター）
- 中田敦彦（オリエンタルラジオ）
- BY-SEXUAL（ロックバンド）
- HIDE（GReeeeN）
- 平畠啓史（DonDokoDon）
- 広瀬正志[要出典]（声優）
- FISHBOY（振付師）
- 村上信五（SUPER EIGHT、高槻市が由来のソロユニット『TAKATSU-KING』としても活動[22]）
- 福山潤（声優）高槻市営バスのうち、阿武山線において「イケボバス」として自動放送を担当している。
- 大空直美（声優）
- 松田利冴（声優）
- 松田颯水（声優）
- 槇原敬之（シンガーソングライター）
- 村越周司（元モストデンジャラスコンビのメンバー、お笑い芸人）
- 山本卓（俳優）
- LOVE（中村蕗子 元CORE OF SOULボーカル Fukko）
- ROLLY（ミュージシャン、音楽プロデューサー）
- 川田由起奈（歌手、タレント、ボーカル＆ダンスユニット BOYSTYLE のメンバー）
- 中村一葉（K-POPアーティスト、LE SSERAFIMのメンバー）
- 岡本陽一（ベーシスト）
- 宮川大好（ものまね芸人）
- マイケル（夜の本気ダンス。たかつき観光大使[21]）
- 水谷優子（声優）
- しばたありぼぼ（ヤバイTシャツ屋さん。たかつき観光大使[21]）
- ハナフサマユ（シンガーソングライター）
- 有華（シンガーソングライター）
- 貞岡秀司（俳優、劇作家、演出家）
- 峯村純一（俳優）
- つるの剛士（バラエティタレント）
- 郡司理加（月曜から夜ふかし）
- 夏目ナナ（タレント）
- すぎる（ゲーム実況者）
- 笑福亭羽光 (落語家)
- 野村修一 (俳優)
- 篠田直哉（Youtuber、演出家、ディレクター）

### マスコミ関係
- 伊藤裕樹（福井放送アナウンサー）
- いわぶ見梨（フリーアナウンサー、元九州朝日放送アナウンサー）
- 榎本敏之（長崎国際テレビ報道部記者、元アナウンサー）
- 大宅壮一 （ジャーナリスト・評論家）
- 清水俊輔（テレビ朝日アナウンサー）
- 宗我部英久（四国放送元アナウンサー）
- 堀田篤（関西テレビアナウンサー）
- 平松翔馬（読売テレビアナウンサー）

### その他
- 小西邦彦（財団法人「飛鳥会」理事長）
- 李敬宰（政治運動家、「高槻むくげの会」会長）
- 吉岡達也（ピースボートの共同代表）
- 荒木浩（オウム真理教幹部、広報担当）

### ゆかりのある人物
- 継体天皇 - 今城塚古墳が真の継体天皇陵とされる。
- 藤原鎌足 - 神祇伯を固辞し、三島（高槻）へ退居した。阿武山古墳が中臣（藤原）鎌足の墓とされる。
- 伊勢（歌人、平安時代）- 三十六歌仙の一人。古曽部の山中(現:奥天神町)に伊勢姫がむすんだ草庵が姫の没後に天台宗寺院伊勢寺となった。
- 能因法師（歌人、平安時代） - 中古三十六歌仙の一人。古曽部に住み、古曽部入道と名乗る。
- 松永久秀（戦国武将）- 諸説ある出身のひとつに、摂津国五百住の土豪という説がある。
- 足利義栄（第14代将軍）- 普門寺で征夷大将軍になり、普門寺城を居城とした。
- 細川晴元（芥川山城城主）- 室町幕府管領。普門寺に隠棲して死去。墓所は普門寺。
- 三好長慶（芥川山城城主）- 三好政権を作り、芥川山城より畿内を支配し、権勢を奮った。
- 三好義興（芥川山城城主）- 三好長慶の嫡男で、長慶の後に芥川山城をまかされた。墓所は霊松寺。
- 三好長逸（芥川山城城主）- 三好三人衆のひとり。織田信長の三好攻めにて逃亡。
- 和田惟政（高槻城城主）- キリシタン大名で、芥川山城の城主でもあった。墓所は伊勢寺。
- 高山友照（高槻城城主）- キリシタン大名。嫡男の右近と共に、高槻など領内の寺社を焼き打ちしたといわれる。
- 高山右近（高槻城城主）- キリシタン大名で、教会やセミナリヨを高槻に建設し、復活祭を行なった。
- 藤井竹外（高槻藩藩主）- 高槻藩士で孤高の漢詩人。「絶句竹外」として今も詩吟の世界を中心に親しまれている。また、数々の奇行も彼の魅力として語り継がれている。
- 内藤信正（高槻藩藩主）
- 土岐定義（高槻藩藩主）
- 松平家信（高槻藩藩主）
- 岡部宣勝（高槻藩藩主）
- 松平康信（高槻藩藩主）
- 永井氏（高槻藩藩主）
- 三好達治（詩人、翻訳家、文芸評論家）- 墓所が本澄寺にある。
- 横山プリン（タレント） - 一時期高槻市に居住していた。
- 鳥越俊太郎（フリーキャスター・コメンテーター）- かつて同市（富田団地）に居住していた。
- つるの剛士（バラエティタレント）- 小学校時代、高槻市立高槻小学校に通っていた。
- 桐谷美玲（女優）- 小中学時代の一時期、居住していた。通っていた中学校は、織田信成と同じである。
- 松本明子（一般的に有名な1983年歌手デビューの方ではなく、1986年生まれのモデルでダンテ・カーヴァー夫人の方）- 高槻市内でネットショップを運営している。
- 久保田智之（プロ野球選手）- 高槻市在住。
- 永田和宏（細胞生物学者）- JT生命誌研究館館長を歴任。
- 吉永進一（宗教学者）- 高槻市に居住していた。
- 安冨歩（経済学者）- 一時期、高槻市に居住していた。
- 辻元清美（政治家）- 幼少期を高槻市で育つ。
- 重信房子（革命家、日本赤軍最高幹部）- 一時期、高槻市内に潜伏していた。
- 奥本務（教育者、政治家、第19代高槻市長）- 高槻市在住。
- 岸本修（革労協幹部）- 大阪医科大学に在学していた。
- 八木誠（実業家、関西電力代表取締役会長）- 高槻市在住。
- 山崎哲秀（極地探検家）- 高槻市在住。
- DJ フミヤ（DJ）- 幼少期を高槻市で過ごす。
- 桐山清澄（将棋棋士）- 高槻市在住。
- 福崎文吾（将棋棋士）- 高槻市在住。
- 高槻やよい（ゲーム『THE IDOLM@STER』の登場人物） - 本市名と同じ名字が縁でたかつき観光大使に就任[23]

## 作品

### 古典
- 『伊勢物語』
- 『大和物語』
- 『好色一代男』（井原西鶴）

### 小説
- 『蘆刈』（1932年 谷崎潤一郎） - 鵜殿のヨシ原が舞台と言われている。
- 『銀二貫』（2009年 髙田郁） - 原・塚脇地区の寒天場が舞台となっている[24]。

### 楽曲
- 『青い山脈』（1949年 西條八十・作詞 服部良一・作曲） - 北摂山脈を見て曲想を得たという都市伝説があるが誤りである[25]。